# Rheda-Wiedenbrück
Rheda-Wiedenbrück ist eine mittlere kreisangehörige Stadt im Kreis Gütersloh im Osten des deutschen Landes Nordrhein-Westfalen. Rheda-Wiedenbrück ist die zweitgrößte Stadt im Kreis Gütersloh. Sie entstand 1970 im Zuge der Kommunalreform durch Zusammenlegung der Städte Rheda und Wiedenbrück und der umliegenden Gemeinden Batenhorst, Lintel, St. Vit und Nordrheda-Ems.

## Geografie

### Geografische Lage

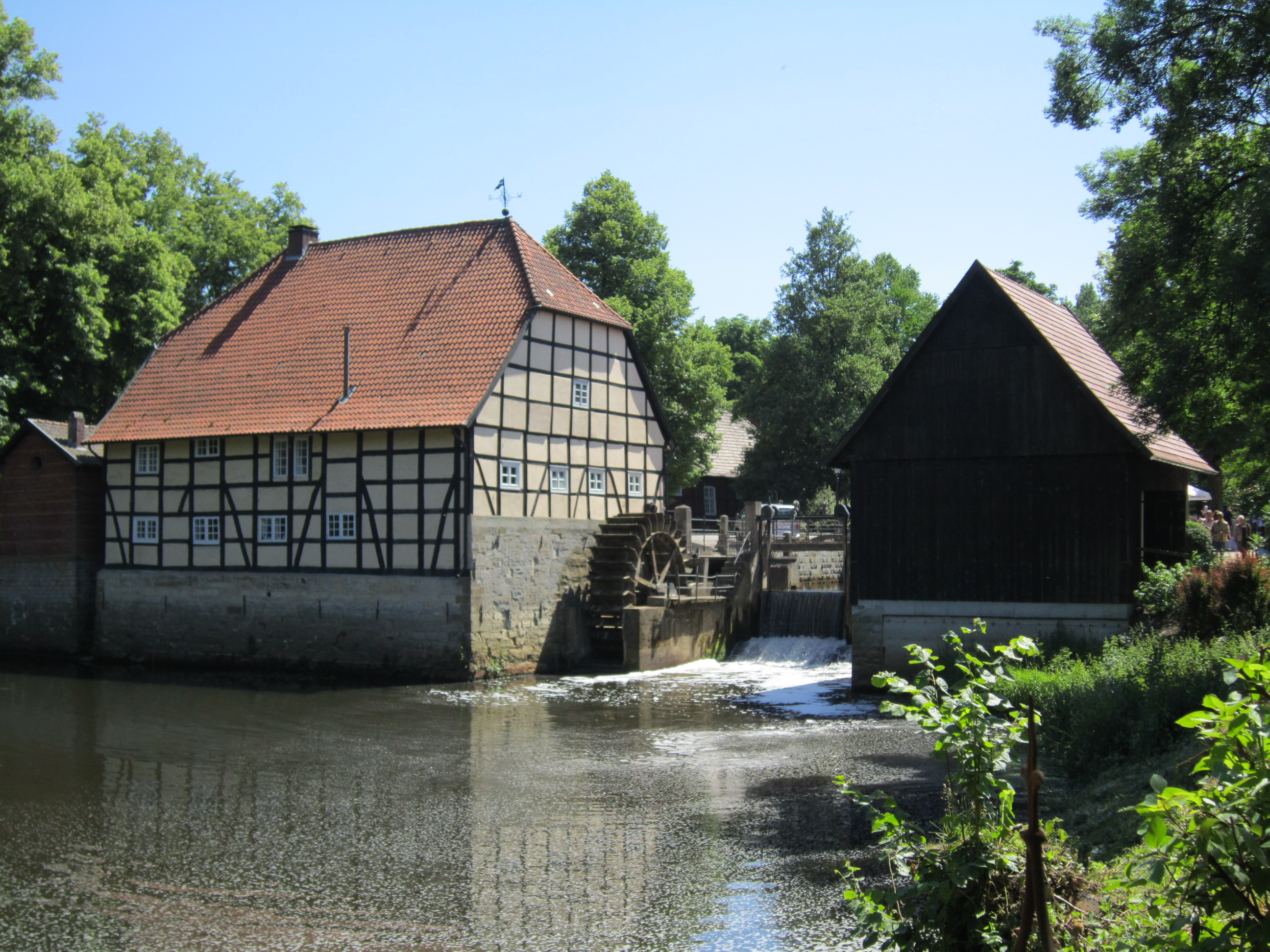
Wassermühlen an der Ems bei Schloss Rheda

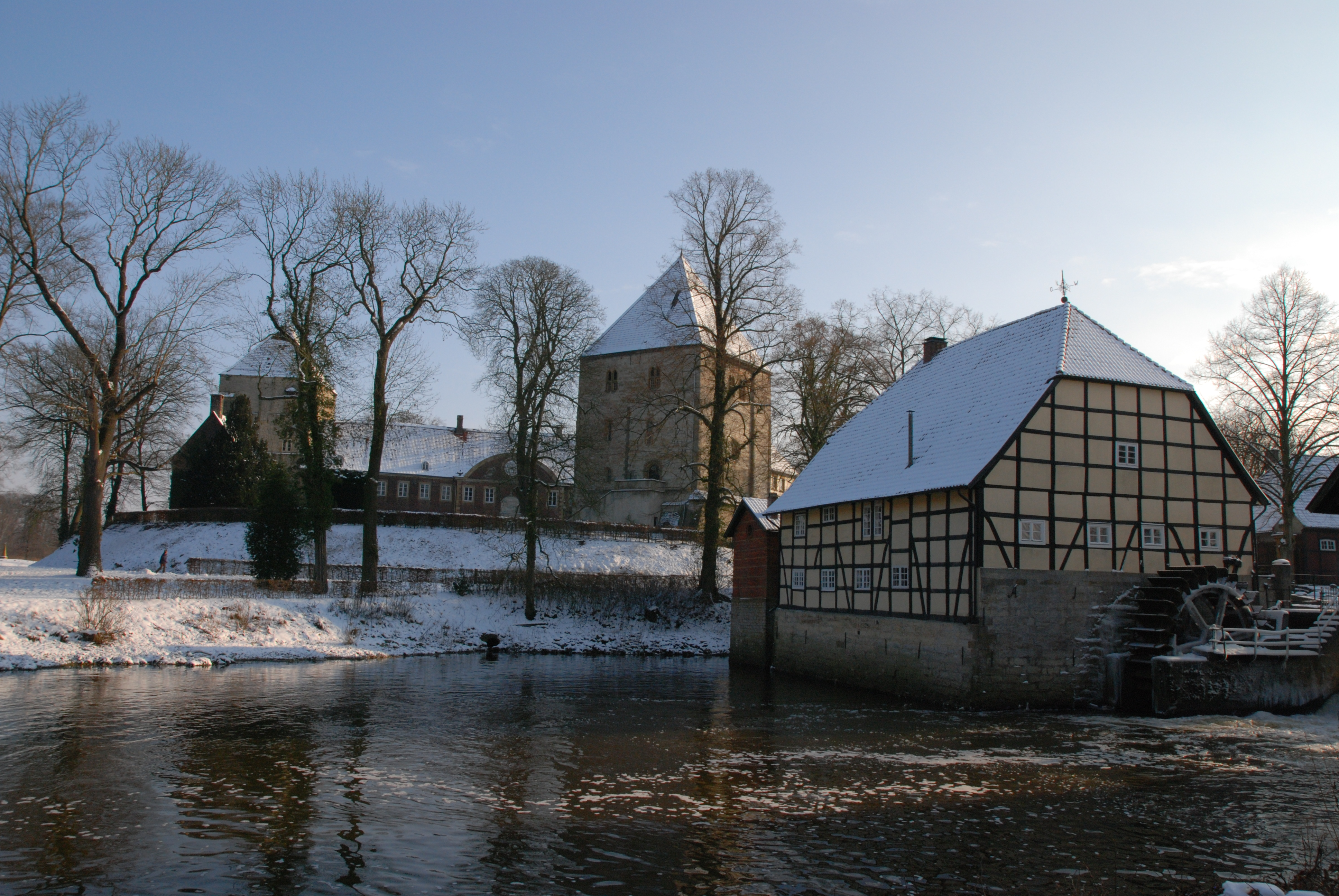
Schloss Rheda im Winter

Die Doppelstadt liegt innerhalb der Emssandebene in der Westfälischen Bucht südlich des Teutoburger Walds, der etwa 30 km entfernt ist.
Die Orte Rheda und Wiedenbrück sind durch die Bundesautobahn 2, die jedoch nicht die historische Grenze zwischen den beiden Stadtteilen bildet, voneinander getrennt. Die Stadt wird von der Ems durchflossen. Die nächsten größeren Städte sind Gütersloh in ca. 11 km, Lippstadt in ca. 20 km, Bielefeld und Paderborn in rund 35 km sowie Hamm in etwa 55 km Entfernung.
Die Ems tritt von Südosten ins Stadtgebiet ein. Am Wiedenbrücker Freibad zweigt die Umflut in nördlicher Richtung von der Ems ab. Die Ems und die Umflut umfließen die Wiedenbrücker Altstadt und fließen hinter dem Emssee auf Höhe des Ratsgymnasiums wieder zusammen. Die Ems durchfließt dann das Gelände der Landesgartenschau von 1988, verbindet das Wiedenbrücker Zentrum mit dem Zentrum von Rheda und verlässt das Stadtgebiet im nördlichsten Zipfel. Mehrere kleine Zuflüsse der Ems befinden sich im Stadtgebiet, so unter anderen der Hamelbach und der Eusternbach. Weitere nennenswerte Gewässer sind der Buxelssee nordöstlich der Autobahnabfahrt Rheda-Wiedenbrück an der A 2 sowie der Bänischsee an der Ems nordöstlich von Rheda und der Linteler See am Wapelbach östlich von Wiedenbrück. Kennzeichen der beiden zu einer Stadt vereinigten früheren Städte ist ein sie durchlaufender, mehrere Kilometer langer Grünstreifen entlang der Ems, beginnend beim Emssee in der Innenstadt von Wiedenbrück und endend im Rosengarten unweit der Innenstadt von Rheda. Das insgesamt flache Gelände fällt von Süden nach Norden ab. Außerhalb der Siedlungsflächen ist die Stadt geprägt von Landwirtschaft. Für das Umfeld relativ große Wald- und Forstgebiete befinden sich im Osten des Stadtteils Rheda und mit dem Rhedaer Forst nordöstlich der Stadt zwischen der Ems und der Nachbarstadt Gütersloh.

### Geologie

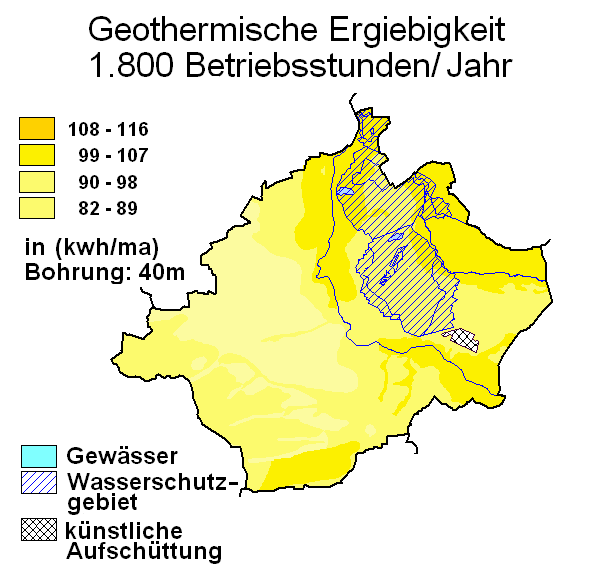
Geothermische Karte von Rheda-Wiedenbrück

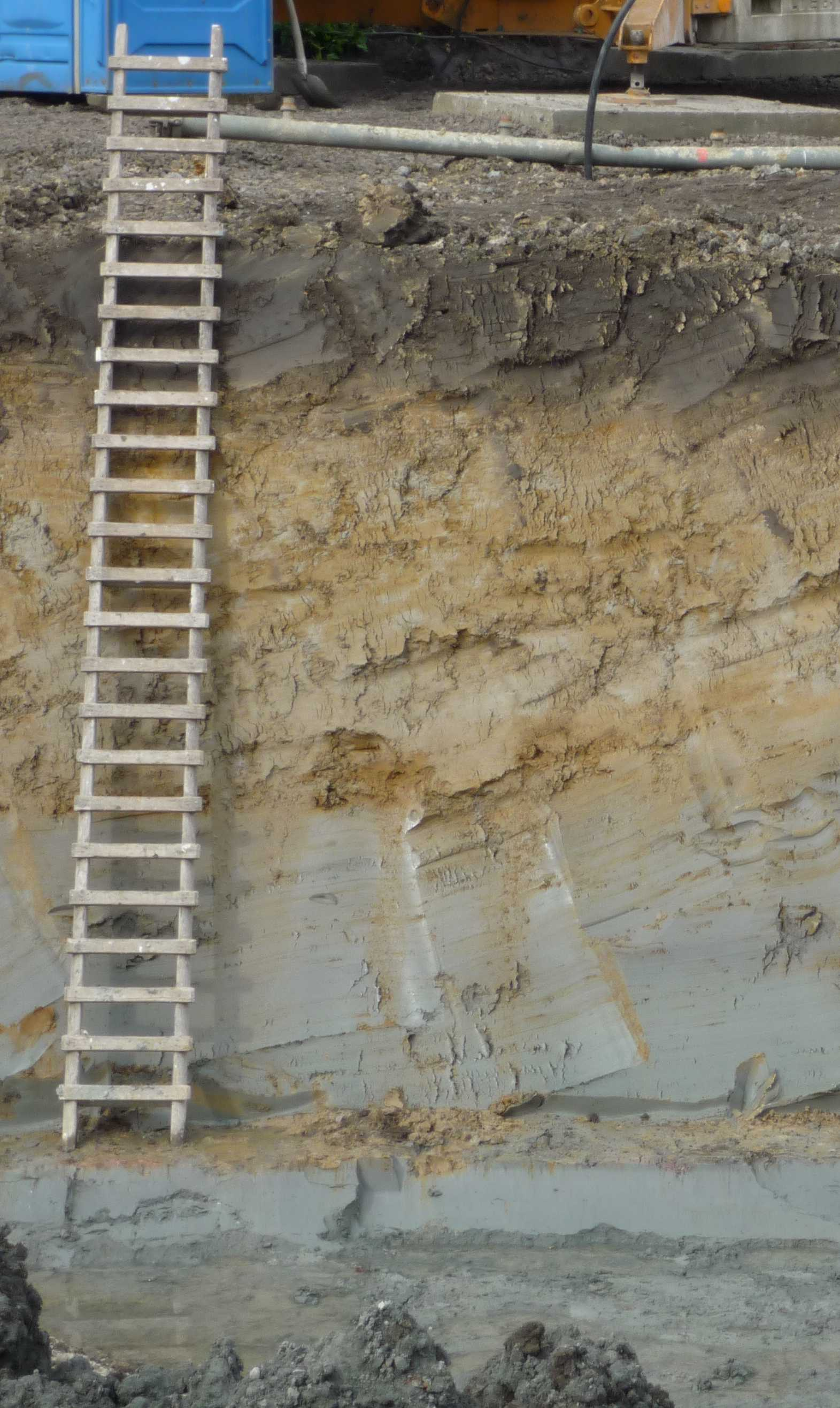
Erdschichten in einer tiefen Baugrube nahe am Emssee in Wiedenbrück

Im tiefen Untergrund findet sich ein Sockel aus gefalteten Gesteinen des Erdaltertums (Devon und Karbon). Dieser wird überlagert von bis mehr als 1000 m starken Tonmergel-, Kalkmergel-, Kalk- und Mergelsteinen des Erdmittelalters (Oberkreide). Im Westen und Südwesten der Stadt liegen Mergel- und Kalkmergelsteine der Oberkreide als Ausläufer der Beckumer Berge nahe der Erdoberfläche, sie sind dort meist nur von eiszeitlichen Ablagerungen geringer Stärke wie Grundmoräne und Schmelzwassersanden bedeckt. In der Emsniederung wird die Schicht von zum Teil mehr als 20 m starken eiszeitlichen und vereinzelt nacheiszeitlichen, sandigen Flussablagerungen überlagert. Diese sind stellenweise von Flugsanden bedeckt.
Das aus der Eiszeit stammende Lockergestein im Emstal ist der einzige, aber auch bedeutsame, Grundwasserleiter des Georaumes. Die Sande und Kiese führen viel Grundwasser, dieses wird im Bereich Wasserwerkes Rhedaer Forst künstlich durch zusätzliche Versickerung von Emswasser angereichert. Im Bereich der Beckumer Berge ist weniger nutzbares Grundwasser vorhanden, das nur eine Versorgung des lokalen Bereichs ermöglicht. Der tiefere Untergrund führt entweder kein oder stark versalzenes Wasser (Sole).
Im westlichen Gebiet der Stadt haben sich Staunässeböden (Pseudogleye) entwickelt, die sich durch einen starken Wechsel von Vernässung und Austrocknung auszeichnen und daher insbesondere als Grünland genutzt werden. Durch Entwässerungsmaßnahmen können diese Standorte auch als Acker genutzt werden, erzielen aber nur mittlere Erträge. In der Umgebung der Ems im östlichen Stadtgebiet sind aus Sedimenten der Ems Podsole entstanden, die als Acker genutzt werden, aber ertragsarm sind. In Niederungen und Senken sind die Böden bis fast an die Oberfläche grundwassergeprägt und daher vorrangig Grünlandstandorte. Zum Teil sind die Böden durch Entwässerungsmaßnahmen als Ackerland nutzbar gemacht. Im gesamten Stadtgebiet sind durch jahrhundertelange landwirtschaftliche Nutzung Plaggen (Plaggenesche) entstanden.
Rheda-Wiedenbrück eignet sich mittelmäßig bis gut zur Nutzung von geothermischen Wärmequellen mittels Erdwärmesonde und Wärmegewinnung durch Wärmepumpenheizungen (vgl. dazu die nebenstehende Karte).

### Ausdehnung und Nutzung des Stadtgebiets
Die als kleine Mittelstadt klassifizierte Gemeinde hat eine Fläche von 86,68 km². Der überwiegende Teil besteht aus landwirtschaftlich genutzter Fläche und Waldfläche, zusammen 72 %. Die größte Ausdehnung von Norden nach Süden beträgt rund 12,6 km, von Osten nach Westen etwa 14 km.
| Land- wirtschaft | Wald      | Gebäude, Freiflächen, Betriebe | Verkehr  | Wasser   | Erholung, Friedhöfe | sonstige | Gesamtfläche |
| ---------------- | --------- | ------------------------------ | -------- | -------- | ------------------- | -------- | ------------ |
| 50,08 km²        | 12,29 km² | 14,50 km²                      | 6,88 km² | 1,63 km² | 0,96 km²            | 0,35 km² | 86,68 km²    |
| 57,8 %           | 14,2 %    | 16,7 %                         | 7,9 %    | 1,9 %    | 1,1 %               | 0,3 %    | 100,0 %      |

Die Länge der Stadtgrenze beträgt 50,2 km, der höchste Punkt liegt bei 105 m ü. NN und der tiefste Punkt bei 66 m ü. NN.

### Nachbargemeinden
Im Westen beginnend im Uhrzeigersinn grenzen an Rheda-Wiedenbrück die Stadt Oelde (Kreis Warendorf, Regierungsbezirk Münster), die Gemeinde Herzebrock-Clarholz, die Städte Gütersloh und Rietberg sowie die Gemeinde Langenberg (alle Kreis Gütersloh).

### Stadtgliederung
Rheda-Wiedenbrück gliedert sich gemäß § 3 der Hauptsatzung in die Stadt selbst und die drei Ortschaften Batenhorst, Lintel und St. Vit. Vor dem 1. Oktober 2004 bildete Nordrheda-Ems ebenfalls eine Ortschaft, wurde dann aber mit Rheda zusammengeschlossen. In der folgenden Tabelle sind die Einwohnerzahlen (Bevölkerung mit Hauptwohnsitz; Stand: 1. Januar 2022) und Flächen der Ortschaften aufgeführt, für die Stadt wurde zusätzlich eine Unterteilung des Gebiets in Rheda und Wiedenbrück vorgenommen.
| Stadtteil        | Einwohner | Fläche      | Stadtgliederung |
| ---------------- | --------- | ----------- | --------------- |
| Batenhorst       | 01.488    | 16,90 km²   |                 |
| Lintel           | 01.496    | 21,75 km²   |                 |
| Rheda            | 23.223    | 27,06 km²   |                 |
| 0(Nordrheda-Ems) | (o. A.)   | (13,95 km²) |                 |
| St. Vit          | 01.509    | 10,37 km²   |                 |
| Wiedenbrück      | 22.006    | 10,57 km²   |                 |
| gesamt           | 49.722    | 86,66 km²   |                 |

### Klima

Niederschlagsdiagramm von Gütersloh

Rheda-Wiedenbrück gehört der gemäßigten Klimazone Mitteleuropas an. Es liegt im Bereich des subatlantischen Seeklimas. Die Winter sind unter atlantischem Einfluss meist mild und die Sommer mäßig-warm.
Durch die Lage im subatlantischen Seeklima herrscht ganzjährig ein humides Klima mit relativ gleich verteilten Niederschlägen vor. Da Niederschlagsdaten für Rheda-Wiedenbrück nicht verfügbar sind, erfolgt eine Werteangabe für die Station Gütersloh in etwa 11 km Entfernung. Dort fallen im langjährigen Mittel 761 mm Niederschlag je Jahr. Somit fällt mehr Niederschlag, als im deutschen Mittel (700 mm).
Aus den Daten der Jahre 2002 bis 2006 ergeben sich folgende gemittelte Klimawerte auf 51° 50′ N, 8° 16′ O bei 76 m über NN:
|                     | Jan | Feb | Mrz | Apr  | Mai  | Jun  | Jul  | Aug  | Sep  | Okt  | Nov | Dez | Jahressumme/-mittel |
| ------------------- | --- | --- | --- | ---- | ---- | ---- | ---- | ---- | ---- | ---- | --- | --- | ------------------- |
| Niederschlag (l/m²) | 79  | 75  | 61  | 54   | 76   | 67   | 104  | 104  | 73   | 68   | 75  | 73  | 910                 |
| Temperatur (°C)     | 2,4 | 3,0 | 6,0 | 10,5 | 14,7 | 18,8 | 20,6 | 19,2 | 15,9 | 11,1 | 7,3 | 3,6 | 11,1                |

## Geschichte

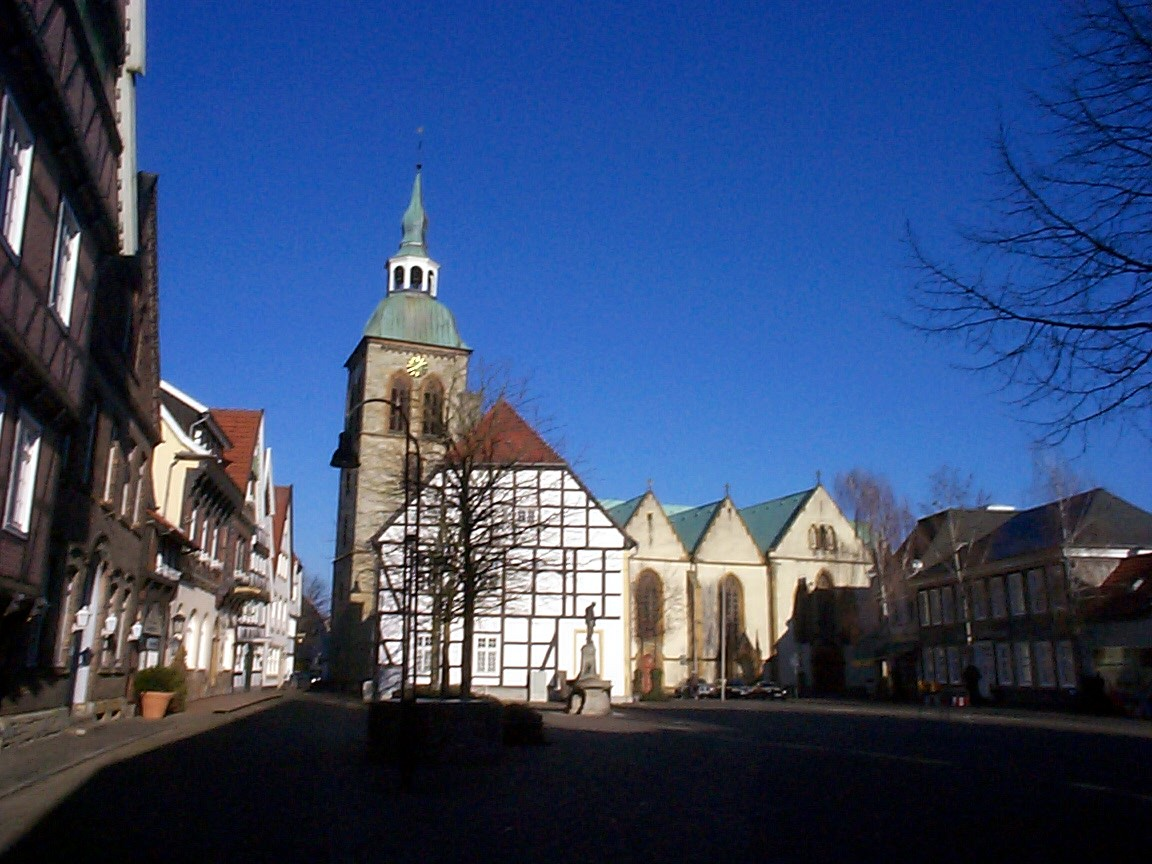
Marktplatz Wiedenbrück

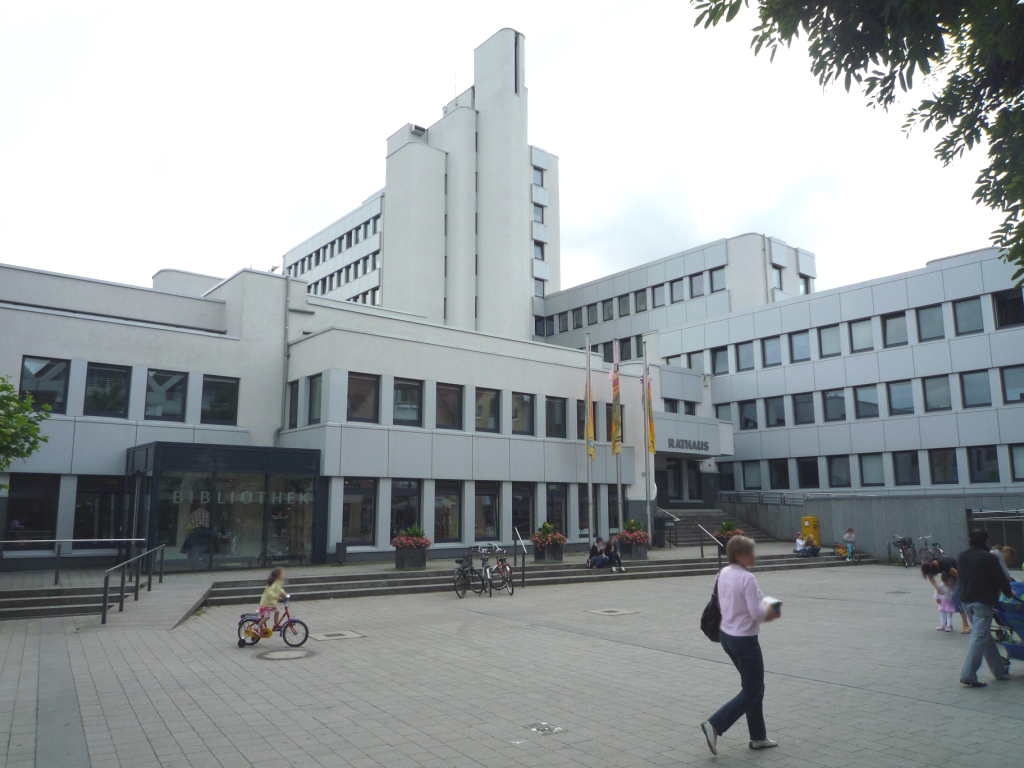
Renoviertes Rathaus mit Stadtbibliothek im Stadtteil Rheda

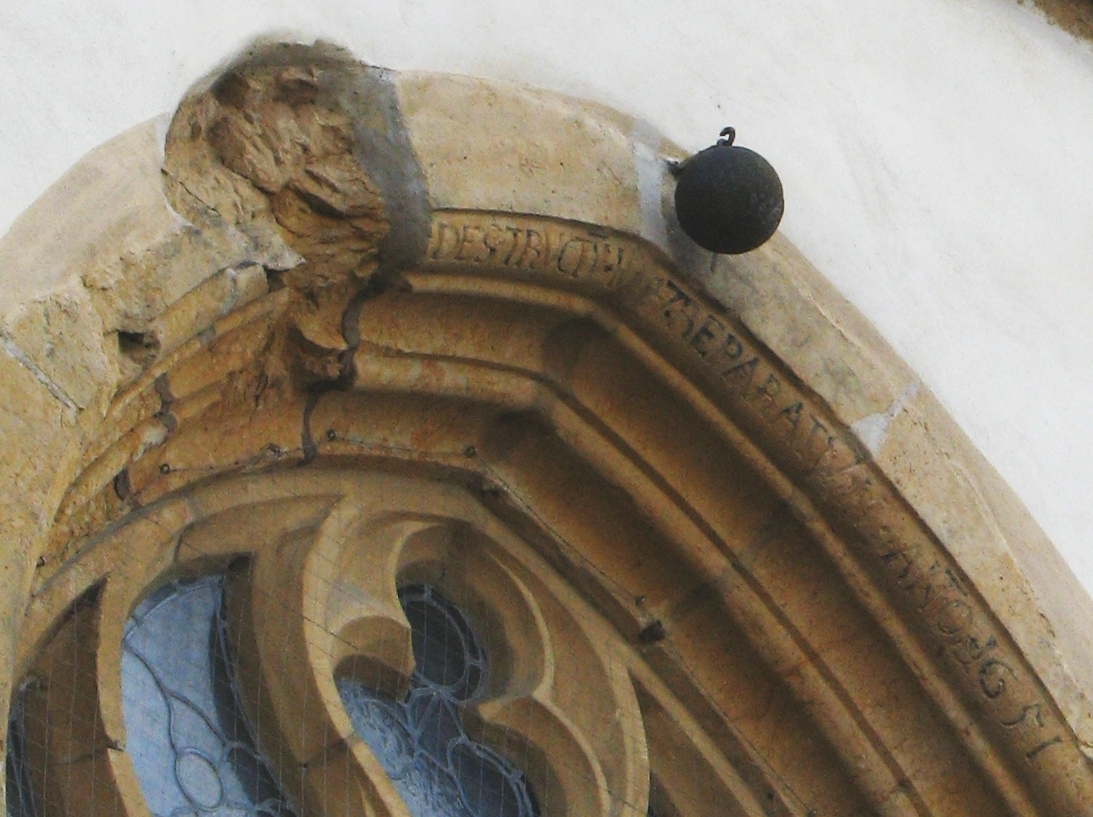
Einschuss aus dem Dreißigjährigen Krieg an St. Aegidius

Um das Jahr 785 wird in Wiedenbrück eine erste Urpfarrkirche vermutet. Ausgrabungen belegen die Entstehung einer Querhausbasilika spätestens um 900. Die dendrochronologischen Untersuchungen von zwei Baumsärgen, die nördlich der Kirche St. Aegidius gefunden wurden, ergaben die Jahre 907/923 und 926/42. Rheda wurde frühestens im Jahre 1085, spätestens 1088 erstmals urkundlich erwähnt. Seit ihrer Ersterwähnung 1170 bis 1807/1815 war die Burg bzw. das spätere Schloss Rheda Mittelpunkt der Herrschaft Rheda.
Wiedenbrück war Sitz des Amtes Reckenberg und damit Exklave des Hochstift Osnabrück.
König Otto I. erteilte im Jahr 952 dem Osnabrücker Bischof das Markt-, Münz- und Zollrecht für Wiedenbrück. Aus dem Jahr 985 ist eine in Wiedenbrück ausgestellte Urkunde von Otto III. bekannt, ein vermuteter Königshof kann nicht belegt werden, es bestand auch die Gastungspflicht des Bischofs von Osnabrück.
1225 erhielt Bischof Engelbert von Osnabrück die Gogerichte zu Wiedenbrück und anderen Städten. Dies ist einer der Ausgangspunkte der Entwicklung des Hochstifts Osnabrück zu einem Territorialstaat des Bischofs von Osnabrück. Aus den Jahren um 1230 sind die ältesten Münzen aus Wiedenbrück überliefert. Wiedenbrück wurde 1231 civitas genannt, Schöffen wurden in den Gerichtsumstand gewählt und ein Siegel angekündigt. Im Jahr 1249 wurde die Neustadt gegründet, ein Jahr später wurde erstmals die Burg Reckenberg genannt.
Unterhalb des 1619 errichteten Rathauses fanden sich 2016 Überreste eines stark frequentierten Platzes, der möglicherweise schon im 13. Jahrhundert einen Marktplatz darstellte. Es fanden sich Huf- und Fußabtritte sowie möglicherweise Spuren einrädriger Handkarren.
Um 1462 entstand in Wiedenbrück eine erste Stadtverfassung nach dem Vorbild von Osnabrück. 1543 wurde Wiedenbrück durch Hermann Bonnus, einen Beauftragten des Bischofs Franz von Waldeck, reformiert. 1565 galt Wiedenbrück als überwiegend lutherisch. Im selben Jahr wurden im Bielefelder Rezess die Grenzen zwischen dem Amt Reckenberg, zu welchem Wiedenbrück zählte, und dem benachbarten Rheda festgelegt, so wurden erstmals zwei selbständige Hoheitsbereiche anerkannt.
Nachdem in den Jahren 1624/25 erste Schritte zu einer Gegenreformation erfolgten, wurde Wiedenbrück im Jahr 1626 im Laufe des Dreißigjährigen Krieges von den Dänen besetzt. Als 1628 der Bischof Franz Wilhelm von Wartenberg seine Regierung antrat, setzte er die Gegenreformation fort.
Im Jahr 1637 entstand in Wiedenbrück eines der ältesten Gymnasien der Region, das Gymnasium Marianum, eine sechsklassige lateinische Schule und Vorläufer des späteren Ratsgymnasiums Wiedenbrück. 1644 wurde durch Bischof Franz Wilhelm das Franziskanerkloster gegründet. Drei Jahre später wurde Wiedenbrück im Juli 1647 von den Schweden eingenommen, aber nach Schleifung der Festung nach zwei Monaten wieder geräumt. Als 1648 in Münster und Osnabrück der Westfälische Friede ausgehandelt wurde, schrieb dieser für das Hochstift Osnabrück die wechselnde Abfolge je eines katholischen und eines lutherischen Bischofs aus dem Haus Braunschweig-Lüneburg vor.
Im Jahr 1664 begann nach Aufforderung Ernst August I. die Wiederbefestigung der Stadt. 1716 wurden die letzten städtischen Kupfermünzen geprägt. Im Jahr 1726 wurde ein neues Amtshaus auf dem Reckenberg errichtet.
Als Folge der Umwandlung des Hochstift in das Fürstentum Osnabrück wurde Wiedenbrück 1802 vorerst Kur-Hannover zugeschlagen. 1807 fiel die Stadt an das Königreich Westphalen. Das Kapitel des Kollegiatenstifts wurde 1810 aufgehoben, das Amt Reckenberg mit Wiedenbrück wurden nach dem Wiener Kongress an Preußen abgetreten und 1816 der neuen Provinz Westfalen zugeordnet. Damit trennte sich Wiedenbrück vom Bistum Osnabrück, die katholischen Gemeinden des ehemaligen Osnabrücker Amtes Reckenberg kamen zum Erzbistum Paderborn.
In den frühen Morgenstunden des 10. Novembers 1938 setzten Mitglieder der SA, die sich zuvor in der benachbarten Gaststätte Neuhaus versammelt hatten, die Rhedaer Synagoge in Brand. Die Überreste wurden in der darauf folgenden Zeit abgerissen und das Grundstück verkauft.
Im Jahre 1938 wurde die Autobahn (heute A 2) für den Verkehr freigegeben. Die Autobahn wurde nicht, wie zuweilen fälschlicherweise behauptet wird, fast genau auf der Grenze zwischen Rheda und Wiedenbrück gebaut, sondern kreuzt diese mehrfach in verschiedenen Stadtbereichen.
Von 1816 bis zur Gebietsreform 1970 war die Stadt Sitz des nach ihr benannten Kreises Wiedenbrück.

### Corona-Infizierte in Tönnies-Stammwerk und Lockdown für Gütersloh (2020)
Das Firmengelände der Tönnies Holding in Rheda-Wiedenbrück wurde im Juni 2020 zum Zentrum der COVID-19-Pandemie in Nordrhein-Westfalen mit über 1500 Infizierten. Im Zusammenhang mit der hohen Ansteckungszahl bei Tönnies kam es von verschiedenen Seiten zu Kritik an den Arbeitsbedingungen der überwiegend über Werkvertrag mit Tönnies über Subunternehmer eingesetzten osteuropäischen Schlachthofmitarbeiter. Am 23. Juni 2020 wurde von Ministerpräsident Laschet erneute Kontaktbeschränkungen (Lockdown) für den Kreis Gütersloh vorläufig bis zum 30. Juni 2020 verkündet. Im Kreis Gütersloh handele es sich um das bisher „größte Infektionsgeschehen“ in Deutschland. Am 29. Juni 2020 wurde der Lockdown für den Kreis Warendorf ab dem 1. Juli 2020 aufgehoben und für den Kreis Gütersloh bis zum 7. Juli verlängert. Österreich hat am 29. Juni 2020, nach mehreren Gesprächen zwischen dem NRW-Ministerpräsident Laschet und dem österreichischen Bundeskanzler Sebastian Kurz, die nach dem schweren Corona-Ausbruch beim Fleischkonzern Tönnies ausgesprochene generelle Reisewarnung für ganz Nordrhein-Westfalen zurückgenommen und auf die vom Infektionsgeschehen betroffenen Landkreise beschränkt. Das Oberverwaltungsgericht Münster hat die verlängerten Corona-Einschränkungen für den Kreis Gütersloh am 6. Juli 2020 aufgehoben. Das Land Nordrhein-Westfalen hätte nach dem Corona-Ausbruch unter den Mitarbeitern des Fleischverarbeiter Tönnies zwischenzeitlich eine differenziertere Regelung erlassen müssen. Ein Lockdown für den ganzen Kreis wäre deswegen nicht mehr verhältnismäßig. Eine ähnliche Entscheidung der Landesregierung wurde nach Ansicht des Landrates des Kreises Gütersloh Sven-Georg Adenauer damit vorweggenommen. Die meisten Neuinfektionen traten bis auf wenige Ausnahmen Anfang Juli 2020 laut dem Kreis Gütersloh bei Menschen mit Bezug zum Fleischereibetrieb Tönnies auf.

### Religionen
43,5 % der Einwohner von Rheda-Wiedenbrück sind römisch-katholischen Glaubens, 18,3 % sind evangelischen Glaubens 38,2 % der Einwohner haben ein anderes Glaubensbekenntnis oder sind konfessionslos. Rheda-Wiedenbrück gehört zum Erzbistum Paderborn. Die Protestanten gehören zum Kirchenkreis Gütersloh in der Evangelischen Kirche von Westfalen. Da der Kreis Gütersloh eine Hochburg der in Deutschland lebenden Aramäer (auch bekannt als Suryoye) ist, wohnen in der Stadt relativ viele syrisch-orthodoxe Christen.

### Eingemeindungen
Im Rahmen der nordrhein-westfälischen Gebietsreform wurden am 1. Januar 1970 mit dem „Gesetz zur Neugliederung des Kreises Wiedenbrück und von Teilen des Kreises Bielefeld“ vom 4. Dezember 1969 die bis dahin selbständigen Städte Rheda und Wiedenbrück sowie die Gemeinden Batenhorst, Lintel, Nordrheda-Ems und St. Vit zur neuen Stadt Rheda-Wiedenbrück zusammengeschlossen. Hinzu kamen ferner ein kleiner Teil der Gemeinde Bokel (sogenannte „Dorfheide“) sowie das Dorf Bosfeld aus der Gemeinde Herzebrock.
Am 1. Januar 1973 wurde der Kreis Wiedenbrück aufgelöst und Rheda-Wiedenbrück dem neu gegründeten Kreis Gütersloh zugeschlagen. Bis zur Auflösung des Kreises Wiedenbrück galt das Kfz-Kennzeichen WD, das noch heute einige Oldtimer führen. Eine Wiedereinführung im Rahmen der Kennzeichenliberalisierung ist derzeit nicht vorgesehen.

### Einwohnerentwicklung
Die folgende Übersicht zeigt die Einwohnerzahlen der Stadt Rheda-Wiedenbrück bzw. für 1939, 1950 und 1961 die Einwohnerzahlen des heutigen Stadtgebietes. Bei den Zahlen handelt es sich bis 1970 und für 1987 um Volkszählungsergebnisse und ab 1975 um amtliche Fortschreibungen des Landesamtes für Datenverarbeitung und Statistik. Die Zahlen von 1975 bis 1985 sind geschätzte Werte, die Zahlen ab 1990 Fortschreibungen auf Basis der Ergebnisse der Volkszählung von 1987. Die Angaben beziehen sich auf die Wohnbevölkerung und ab 1985 auf die Bevölkerung am Ort der Hauptwohnung.

Einwohnerentwicklung von Rheda-Wiedenbrück von 1939 bis 2018 nach nebenstehender Tabelle (heutiger Gebietsstand)

| Jahr            | Einwohner |
| --------------- | --------- |
| 1939 (17. Mai)  | 18.014    |
| 1950 (13. Sep.) | 26.702    |
| 1961 (6. Juni)  | 32.214    |
| 1969 (31. Dez.) | 36.903    |
| 1970 (27. Mai)  | 36.676    |
| 1974 (30. Juni) | 37.508    |
| 1975 (31. Dez.) | 37.365    |
| 1980 (31. Dez.) | 37.945    |
| 1985 (31. Dez.) | 37.538    |
| 1987 (25. Mai)  | 36.822    |
| 1990 (31. Dez.) | 38.327    |

| Jahr            | Einwohner |
| --------------- | --------- |
| 1995 (31. Dez.) | 42.155    |
| 2000 (31. Dez.) | 44.932    |
| 2005 (31. Dez.) | 46.440    |
| 2007 (31. Dez.) | 46.710    |
| 2012 (31. Dez.) | 46.858    |
| 2014 (1. Jan.)  | 47.757    |
| 2016 (31. Dez.) | 48.526    |
| 2018 (31. Dez.) | 48.505    |
| 2019 (31. Dez.) | 48.644    |
| 2020 (31. Dez.) | 48.672    |
| 2021 (31. Dez.) | 48.714    |

| Jahr            | Einwohner |
| --------------- | --------- |
| 2022 (31. Dez.) | 49.486    |

## Politik
Rheda-Wiedenbrück gehört zum Landtagswahlkreis Gütersloh III, in dem bei der Landtagswahl 2022 Andre Kuper (CDU) zum dritten Mal in Folge als Direktkandidat gewählt wurde. Auf Bundesebene gehört Rheda-Wiedenbrück zum Bundestagswahlkreis Gütersloh, in dem seit 2009 Ralph Brinkhaus (CDU) als Direktkandidat gewählt wurde.

### Stadtrat
Der Stadtrat hat 52 Mitglieder aus acht Parteien und Listen. Hinzu kommt der Bürgermeister Theo Mettenborg (CDU) als Ratsvorsitzender.
- Linke: 1
- Grüne: 10
- SPD: 6
- move: 11
- FWG: 2
- FDP: 4
- CDU: 17
- AfD: 1

Die folgende Tabelle zeigt die Kommunalwahlergebnisse seit 1979:
| [ 26 ] [ 27 ] [ 28 ] [ 29 ] | 2020  | 2020  | 2014  | 2014 | 2009  | 2009  | 2004  | 2004  | 1999  | 1999  | 1994  | 1994  | 1989  | 1989  | 1984  | 1984  | 1979  | 1979  |
| Partei                      | Sitze | %     | Sitze | %    | Sitze | %     | Sitze | %     | Sitze | %     | Sitze | %     | Sitze | %     | Sitze | %     | Sitze | %     |
| --------------------------- | ----- | ----- | ----- | ---- | ----- | ----- | ----- | ----- | ----- | ----- | ----- | ----- | ----- | ----- | ----- | ----- | ----- | ----- |
| CDU                         | 17    | 31,42 | 20    | 50,4 | 19    | 48,44 | 20    | 51,05 | 24    | 54,51 | 24    | 48,64 | 22    | 46,26 | 24    | 52,32 | 27    | 60,08 |
| SPD                         | 06    | 11,15 | 09    | 22,8 | 07    | 17,28 | 08    | 21,95 | 12    | 26,30 | 15    | 31,60 | 14    | 30,97 | 13    | 28,85 | 14    | 32,10 |
| Grüne                       | 10    | 19,96 | 05    | 14,0 | 06    | 14,33 | 04    | 10,98 | 03    | 07,83 | 04    | 09,93 | 02    | 05,93 | 04    | 09,79 | −     | −     |
| FDP                         | 04    | 06,85 | 02    | 05,3 | 05    | 12,42 | 04    | 10,79 | 03    | 06,79 | 02    | 05,26 | 03    | 07,19 | 04    | 08,87 | 04    | 07,81 |
| UWG                         | 02    | 04,20 | 01    | 03,9 | 02    | 04,41 | 02    | 05,22 | 02    | 04,57 | 0     | 04,56 | 04    | 09,66 | 0−    | −     | −     | −     |
| Die Linke                   | 01    | 02,34 | 01    | 03,7 | 01    | 03,13 | −     | −     | −     | −     | −     | −     | −     | −     | 0−    | −     | −     | −     |
| AfD                         | 01    | 02,20 | −     | −    | −     | −     | −     | −     | −     | −     | −     | −     | −     | −     | 0−    | −     | −     | −     |
| move1                       | 11    | 21,87 | −     | −    | −     | −     | −     | −     | −     | −     | −     | −     | −     | −     | 0−    | −     | −     | −     |
| DKP                         | −     | −     | –     | –    | −     | −     | −     | −     | −     | −     | −     | −     | −     | −     | 0     | 00,17 | −     | −     |
| Gesamt2                     | 52    | 100   | 38    | 100  | 40    | 100   | 38    | 100   | 44    | 100   | 45    | 100   | 45    | 100   | 45    | 100   | 45    | 100   |
| Wahlbeteiligung             | 49,19 | 49,19 | 48,1  | 48,1 | 52,22 | 52,22 | 54,06 | 54,06 | 56,36 | 56,36 | 82,81 | 82,81 | 67,52 | 67,52 | 67,97 | 67,97 | 71,35 | 71,35 |

1move: Bürger bewegen Rheda-Wiedenbrück; 2 ohne Berücksichtigung von Rundungsfehlern

### Bürgermeister
Bürgermeister ist Theo Mettenborg (CDU). Er wurde 2020 mit 61,22 % der Stimmen und 2014 mit 68,5 % der Stimmen erneut nach 2009 gewählt. Erster Hauptamtlicher Bürgermeister der Stadt war Bernd Jostkleigrewe (CDU; 1999–2009). Zuvor wurde die Stadt von einer Doppelspitze aus ehrenamtlichem Bürgermeister (Vorsitzender des Rates) und Stadtdirektor (Leiter der Verwaltung) gelenkt.

### Wappen
Das Wappen der Stadt Rheda-Wiedenbrück hat folgende Blasonierung:
Von Silber (weiß) und Rot gespalten, vorne ein schwarzer, gold (gelb) gekrönter, linksgewendeter Löwe, hinten ein goldenes (gelbes) sechsspeichiges Rad.
Das Wappen der 1970 aus Rheda, Wiedenbrück, Batenhorst, Lintel, Nordrheda-Ems und St. Vit neugebildeten Stadt Rheda-Wiedenbrück, am 25. August 1971 genehmigt, trägt die Symbole der ehemaligen Stadtwappen Rheda (am 15. Juni 1908 verliehen) und Wiedenbrück (am 2. Mai 1912 verliehen). Der Löwe ist das Wappentier der Herrschaft Rheda, enthalten im Wappen der Grafen von Bentheim-Tecklenburg zu Rheda, das Rad ist Siegelbild des früheren osnabrückischen Amtes Reckenberg („Rädchenburg“) zu Wiedenbrück.

### Städtepartnerschaften
Seit 1976 besteht eine Partnerschaft mit Oldenzaal, die durch Schüleraustausche und Vereinskontakte mit Leben gefüllt wird. Eine Städtepartnerschaft mit der spanischen Stadt Palamós in der Autonomen Gemeinschaft Katalonien besteht seit Februar 1995. Rheda-Wiedenbrück veranstaltet regelmäßig Palamós-Tage.
Vor dem Zusammenschluss zur Doppelstadt hatte Rheda seit 1958 eine Patenschaft mit der schlesischen Stadt Złoty Stok (dt. Reichenstein) und Wiedenbrück seit 1952 mit der Stadt Ząbkowice Śląskie (dt. Frankenstein). Seit dem Zusammenschluss führt Rheda-Wiedenbrück die Patenschaften weiter und organisiert jährlich ein Bundesheimattreffen.
Rheda-Wiedenbrück war ehemals ebenso Patenstadt des Heilbads Heiligenstadt in Thüringen, heute besteht ein förmlicher Freundschaftsvertrag.
Seit 1976 wird Unterstützung in Form von „Hilfe zur Selbsthilfe“ an den Canton (Amt) Aouda sowie seit 1987 an den Canton Adjèngré in Togo geleistet.

## Kultur und Sehenswürdigkeiten

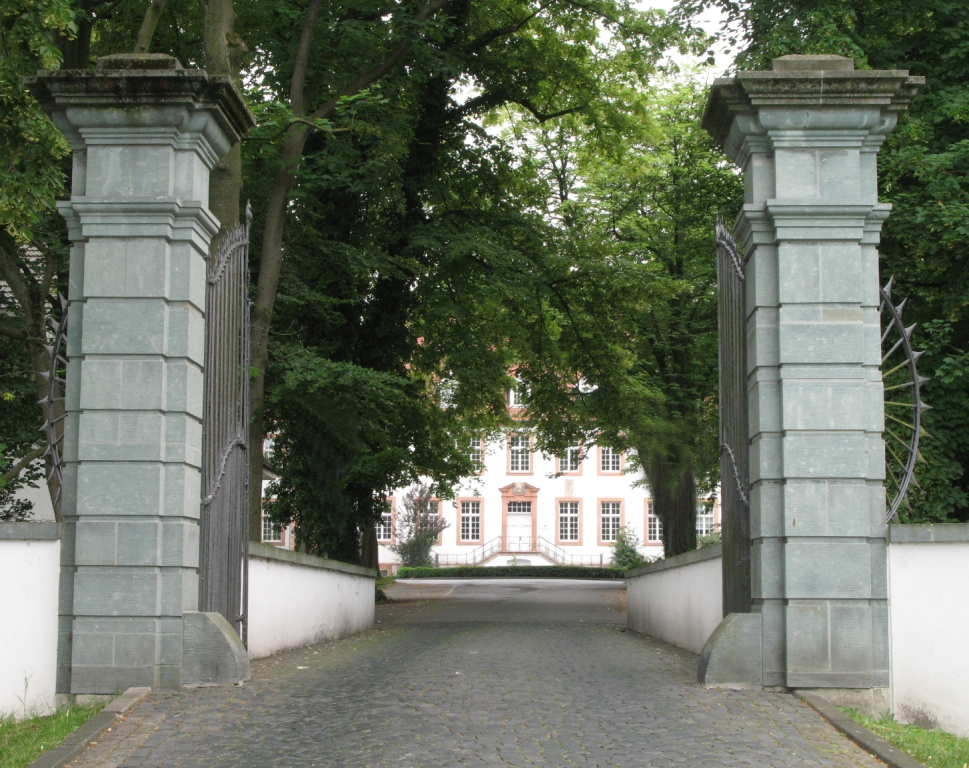
Brücke zum Reckenberg

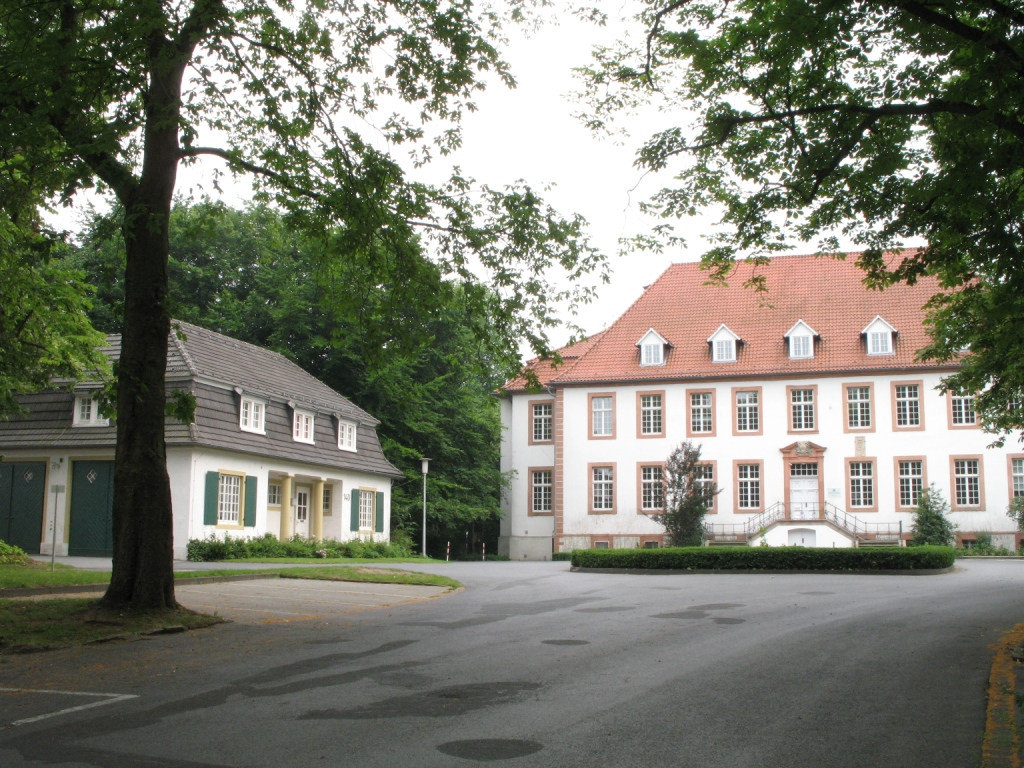
Reckenberg (ehemalige Kreisverwaltung)

### Theater
Für kulturelle Veranstaltungen steht seit dem Jahr 2020 die neu eröffnete Stadthalle zur Verfügung.

### Museen
In Rheda-Wiedenbrück sind einige Museen zu finden:
- Das Wiedenbrücker Schule Museum an der Hoetger-Gasse 1 stellt die Geschichte der rund 30 Altarbauwerkstätten in der Stadt, der so genannten Wiedenbrücker Schule dar. Das Museum selbst ist in der ehemaligen Bildhauerwerkstatt Diedrichs und Knoche beheimatet. Es bietet ebenfalls eine umfassende stadtgeschichtliche Sammlung mit verschiedenen Schwerpunkten. So findet sich hier auch eine Ausstellung über die Dichterin Luise Hensel.
- Das Radio- und Telefonmuseum befindet sich in einem tief unter der Erde gelegenen Fernmeldebunker in der Ortschaft St. Vit. Dort wird vom Förderverein Radio- und Telefon-Museum im Verstärkeramt e. V. eine Sammlung von Radios, Fernsehern, Telefonen, Vermittlungstechnik, Fernschreibern, Funktechnik, Tonbandgeräten, Rundfunkzubehör und weiteren Exponaten ausgestellt.
- Im Rhedaer Schloss befinden sich ein Kutschen- und ein Theatermuseum.
- Das Leinewebermuseum zeigt eine Privatsammlung aus der Leinewebergeschichte.

### Musik

#### Orchester
Das Collegium Musicum ist ein seit mehr als 20 Jahren bestehendes Streichorchester ambitionierter Laien. Es wird von der VHS Reckenberg-Ems gemeinsam mit der Kammermusikvereinigung Rheda-Wiedenbrück getragen. Neben vielen kleineren Auftritten im Umland gestaltet das Orchester traditionell ein Sommer- und ein Winterkonzert im Einzugsbereich der VHS Reckenberg-Ems im Südkreis Gütersloh.

#### Gesangvereine/Chöre
Es gibt fünf reine Männer Gesangvereine, einen gemischten Gesangverein, drei Kinder- und zwei Jugendchöre, einer davon ist ein reiner Kinderchor, sowie einen Shantychor.

#### Kammermusik
Die Flora Westfalica veranstaltet in der Orangerie auf Schloss Rheda in Kooperation mit der Volkshochschule Reckenberg Ems ganzjährig kammermusikalische Konzerte. Diese sind in zwei Reihen organisiert:
• Flora Klassik Sommer – von Mai bis September
• musica da camera – von September bis April.

#### Evangelische Kirchenmusik
Die Evangelischen Kirchengemeinden in Rheda und Wiedenbrück betreiben umfassende gemeinsame kirchenmusikalische Aktivitäten mit dem Kirchenchor Rheda-Wiedenbrück, dem Jungenchor Rheda-Wiedenbrück sowie verschiedenen Projektchören, die Kirchenmusik leitet Kantor Jan-Christoph Weige. Hinzu kommt die im CVJM organisierte Arbeit von Ten Sing Rheda-Wiedenbrück sowie der CVJM-Posaunenchor Rheda-Wiedenbrück e. V. unter Leitung von Joachim Schröder.

#### Katholische Kirchenmusik
Im Ortsteil Rheda wird von Kantor Harald Gokus an der St.-Clemens-Gemeinde ein umfangreiches kirchenmusikalisches Angebot geboten, dazu gehören unter anderem die Kinder- und Jugendchöre St. Clemens Rheda, die seit 1995 bestehen.
Im Ortsteil Wiedenbrück wird von Kantor Christian Ortkras an der St.-Aegidius-Gemeinde ein kirchenmusikalisches Angebot geboten, zu dem unter anderem die Kinder- und Jugendchöre St. Aegidius Wiedenbrück, aber auch der Kirchenchor St. Aegidius von 1891 zählen. In der St.-Pius-Gemeinde gibt es unter Leitung ihrer Kirchenmusiker Kirsten Lindermann und Florian Franke etwa monatlich einen musikalisch besonders gestalteten Gottesdienst.

#### Musikvereine
- Fürstliches Trompetercorps zu Rheda (FTCR)[36]
- Spielmannszug des St. Sebastian Bürgerschützenvereins e. V. Wiedenbrück
- Spielmannszug Werkfeuerwehr Westag & Getalit AG
- Spielmannszug Rheda
- Musical-Fabrik e. V.
- Mandolinen-Ensemble Taktgefühl

### Bauwerke

#### Stadtteil Rheda

##### Religiöse Bauten
- Die Ev. Stadtkirche liegt in der Altstadt von Rheda. Sie wurde ab 1611 in gotisierenden Formen errichtet. Es handelt sich um eine kleine dreischiffige Hallenkirche, die durch Erweiterung einer älteren Heiligblutkapelle entstanden ist. Der mit einem schlanken Spitzhelm versehene Westturm ist 1654 bezeichnet. Zur Ausstattung gehören zwei Epitaphe. Das bedeutendere der beiden wurde für den Drosten Friedrich von Twickel († 1639) vielleicht von Adam Stenelt aus Osnabrück geschaffen. Das achteckige Taufbecken, bezeichnet 1567, wurde bei der 1970/71 durchgeführten Innenrenovierung entdeckt. Reste des alten Kirchengestühls von 1623 (und aus späterer Zeit) befinden sich seit der letzten Kirchenrenovierung unter der Fürstenempore. Letztere entstand Anfang des 18. Jahrhunderts. Am Außenbau sind mehrere, ehemals auf dem Fußboden der Kirche befindliche Grabplatten angebracht, darunter die der Gräfin Sophia zu Bentheim-Tecklenburg († 1691) und die des Drosten Johannes von Bistram († 1685). Die Rhedaer Stadtkirche gilt als einer der frühesten protestantischen Kirchenbauten Westfalens.

- Die Kath. Pfarrkirche St. Johannes Baptist ist ein moderner Kirchbau des Kölner Architekten Gottfried Böhm, gebaut 1964–1966, Weihe am 1. Oktober 1966 durch den Paderborner Erzbischof Lorenz Kardinal Jaeger. Polygonaler Gemeinderaum mit sechs umgebenden polygonalen Seitenräumen, Ziegelmauerwerk, Glockenturm.

- Die Kath. Pfarrkirche St. Clemens ist ein neuromanischer Bau mit zwei Türmen und wurde 1910 von Ludwig Becker errichtet. Die mächtige, in Anlehnung an barocke Vorbilder gestaltete Orgel wurde 1984 durch die Firma Fischer + Krämer aus Endingen erbaut.

##### Profanbauten

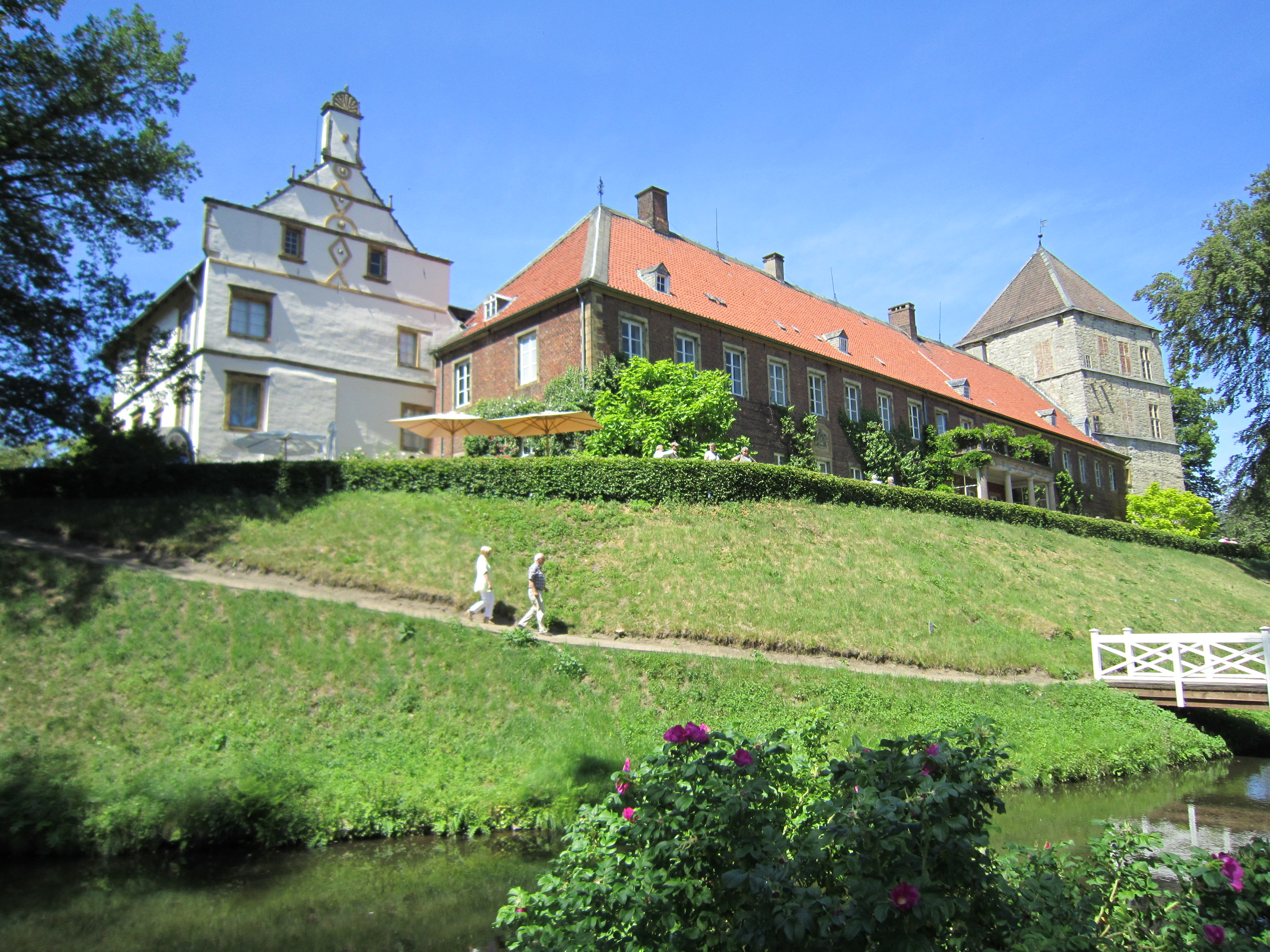
Schloss Rheda

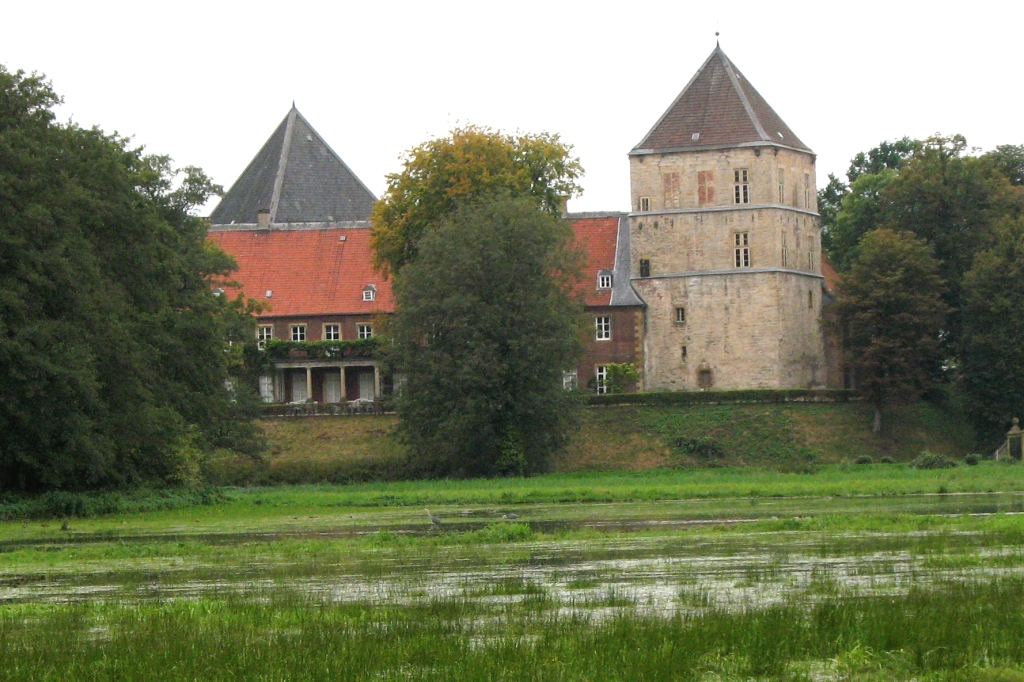
Schloss Rheda mit überfluteten Schlosswiesen

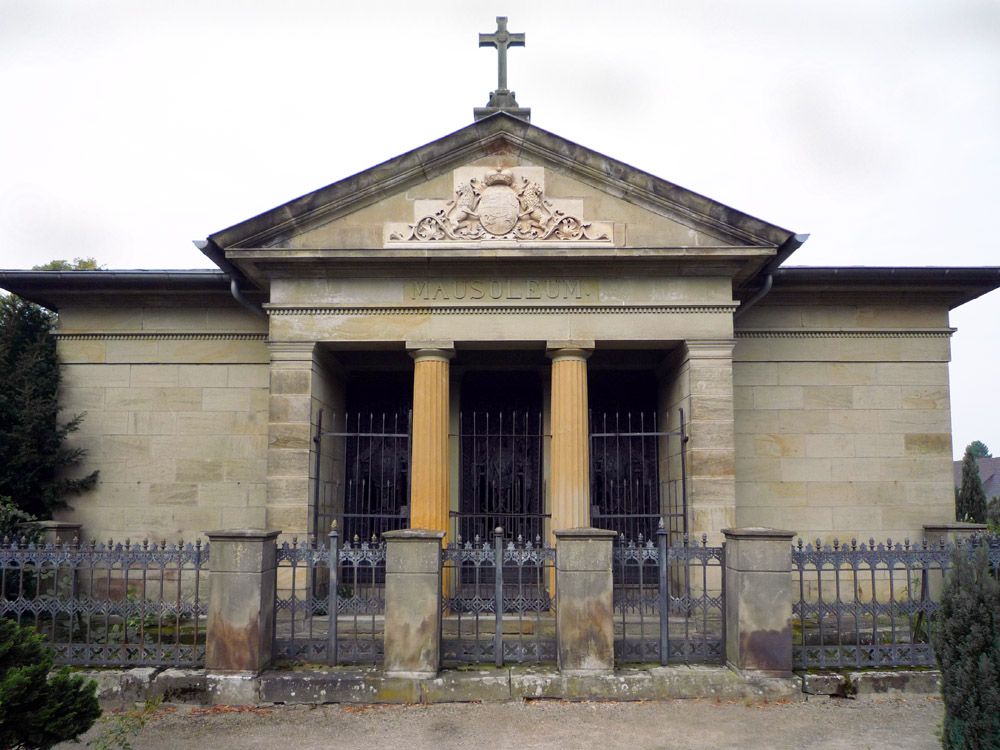
Fürstliches Mausoleum Rheda

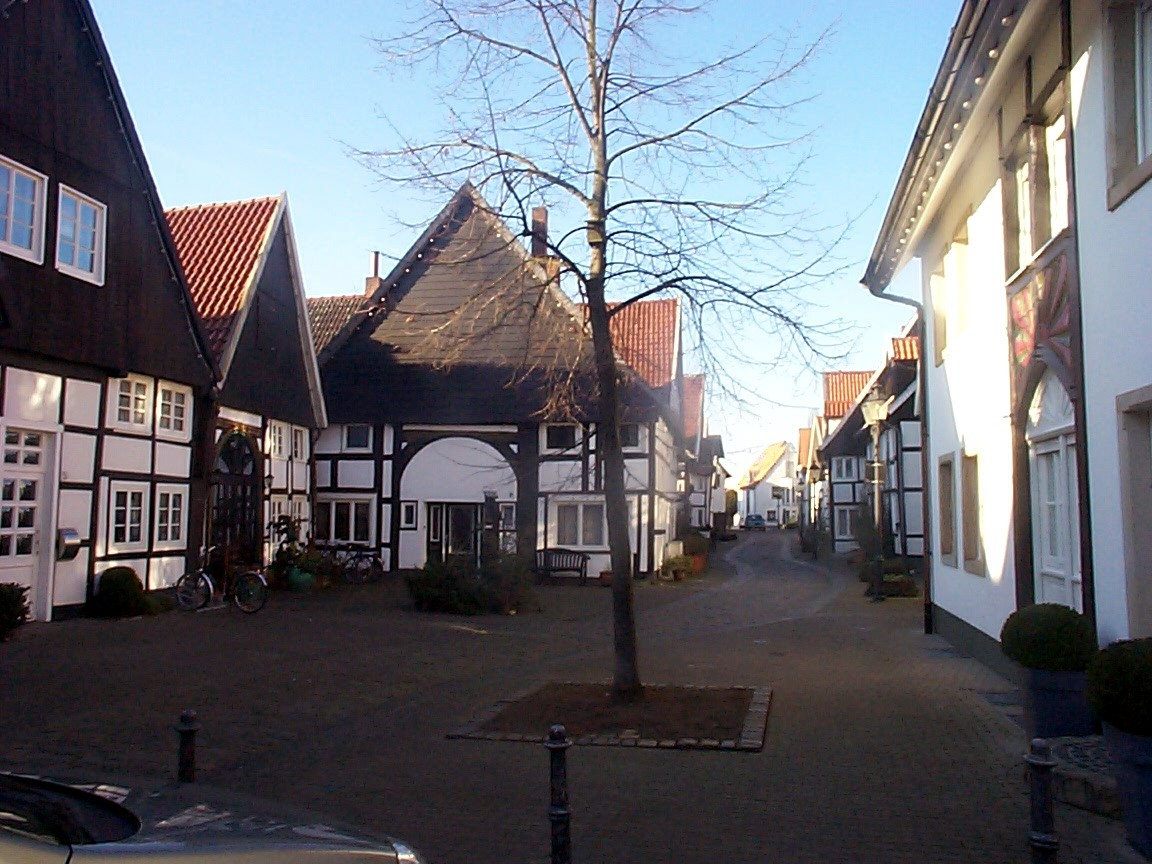
Altstadt Rheda

- Das Schloss Rheda ist eine Wasserburg auf einem künstlich aufgeworfenen Hügel. Der Schlosspark ist eingebunden in das European Garden Heritage Network.

- Wohnbauten: Ursprünglich waren in der Altstadt einfache giebelständige Fachwerk-Dielenhäuser mit verbretterten Giebeln vorherrschend, die im Gegensatz zu den Wohnbauten der Nachbarstadt Wiedenbrück keine aufwändigen Schnitzereien aufwiesen. Mittelpunkt der Häuser bildete die hohe Diele, die in der Regel von der Straße aus durch ein großes Tor erschlossen wurde. Steinbauten blieben bis ins 19. Jahrhundert hinein die Ausnahme. In den 1970er Jahren fielen große Teile der Innenstadt der Stadtsanierung zum Opfer. Betroffen war vor allem die nähere Umgebung der Stadtkirche mit dem früheren Gänsemarkt (jetzt Rathausplatz). Etliche Bauten mussten 1972 dem nach Plänen von Harald Deilmann erstellten Rathausneubau weichen, der die baulichen Dimensionen der Innenstadt vollkommen sprengte. Mit Lange Straße 25 (heute: Berliner Straße) von 1708 verschwand eines der schönsten Wohnhäuser des historischen Stadtkerns. Es wurde 1969 abgetragen und erst von 2007 bis 2010 im Westfälischen Freilichtmuseum Detmold wieder aufgebaut.[37] In den Nebenstraßen blieb jedoch bis heute eine ganze Reihe bescheidener Fachwerkgiebelhäuser des 16. bis 19. Jahrhunderts erhalten, so unter anderem in der Kleinen Straße und in der Moosstraße. Ein leidlich erhaltenes Straßenbild findet man in der Straße „Am Großen Wall“.

An Einzelbauten sind hervorzuheben:
- Berliner Straße 19 (Hotel am Doktorplatz). Das ehemalige Witwenhaus der Susanna Schwengers, dessen Giebeldreieck mehrfach über Knaggen vorkragt, ist 1732 bezeichnet. Die verputzten Gefache sind mit einer Ziegel imitierenden Bemalung versehen
- Doktorplatz 5 (Gaststätte „Münze“). Der eingeschossige Fachwerkbau mit seitlichem Anbau wurde 1604 als erstes Apothekerhaus des Ortes erbaut. 1875 wurde es unter Verwendung von Balken der ehemals im Orangeriegarten befindlichen Alten Münze durchgreifend erneuert.
- Doktorplatz 6 (Gaststätte Neuhaus). Das große Fachwerkgiebelhaus mit Speichergeschoss wurde 1716 für den Kaufmann Andreas Wilmans errichtet. Der reich beschnitzte Torbalken ist mit Wappen versehen.
- Großer Wall 44. Durchgangsdeelenhaus von 1644
- Großer Wall 68 (ehem. Bäckerei Heiringhoff). Der um 1565 entstandene Vierständerbau ist einer der ältesten erhaltenen Fachwerkbauten in Rheda. Er wurde 2012–2013 saniert und in ein Mehrgenerationenhaus umgewandelt.
- Hoppenstraße 10. Fachwerkgiebelhaus des 16. Jh. Das große Dielentor wurde vor einigen Jahren wiederhergestellt.
- Kleine Straße 3, erbaut 1619.
- Kleine Straße 8/10, Traufen-Doppelhaus, um 1550–1600
- Kleine Straße 9, 1620 errichtet.
- Nadelstraße 2, ehemaliges Pastorat, bezeichnet 1732

- Der Domhof (Am Domhof 1) ist der ehemalige Sitz des gräflichen Stadt- und Landrichters. Der stattliche Vierständer-Fachwerkbau mit Diele wurde 1616 von Eberhard Huck errichtet. Bei der letzten Renovierung blieb die alte Raumaufteilung weitgehend erhalten. Das Innere verfügt über einen Saal mit einer bemalten Holzbalkendecke im Stil der so genannten „Lipperenaissance“ von 1663. In den Jahren 1986–1988 wurde das ursprünglich für den Abriss vorgesehene Gebäude umfassend restauriert.

- Von der Hofanlage Drostenhof (Berliner Straße 52, Kunsthaus Artes) ist lediglich das Wohnhaus überkommen. Es liegt heute eingezwängt zwischen Neubauten und einem Parkdeck etwas abseits der Berliner Straße. Der verputzte Bruchsteinbau mit Walmdach und großem Einfahrtsportal ist durch Maueranker am Außenbau 1607 bezeichnet. Bauherr war Friedrich von Twickel, der Stellvertreter des Landesherrn. 1721 wurde das Gebäude durch J. Jörgens umgebaut. Auf diesen Umbau dürfte die gartenseitige Freitreppe zurückgehen. Im Inneren blieb eine barocke Balustertreppe erhalten.

- Auf dem evangelischen Friedhof liegt das Mausoleum der Fürsten zu Bentheim-Tecklenburg, das nach 1830 in klassizistischen Formen errichtet wurde. 1859 wurde durch H. Kaupisch ein Umbau durchgeführt.

#### Stadtteil Wiedenbrück

##### Religiöse Bauten
- Die Kath. Pfarrkirche St. Aegidius wurde nach einer umfangreichen Renovierung Weihnachten 2006 wieder eröffnet. Die neue Orgel wurde Ostern 2007 eingeweiht.

- Die Kirche St. Pius (Wiedenbrück) ist die zweite Pfarrkirche von Wiedenbrück und wurde 1955 nach Plänen des Münsteraner Diözesanbaurats Alfons Boklage (1911–2003) erbaut. 1958 wurde die Pius-Gemeinde von der Aegidius-Gemeinde abgepfarrt, da nach dem Zweiten Weltkrieg die Aegidiusgemeinde durch den Zuzug von Vertrieben derart gewachsen war, dass eine Teilung und ein Kirchenneubau notwendig geworden waren.

- Die Kath. Kirche St. Marien heißt wegen des angeschlossenen Klosters der Franziskaner (OFM) bei den Einheimischen auch Paterskirche. St. Marien ist eine Wallfahrtskirche. Sie wurde 2008 renoviert.

- Das Franziskanerkloster besteht in Wiedenbrück seit über 360 Jahren. Ab 2006 siedelt das bundesweite Noviziat von Nürnberg nach Wiedenbrück über. Die Franziskaner sind auch die Bewahrer der bekannten Wiedenbrücker Kreuztracht am Karfreitag.

- Die Kreuzkirche ist die einzige evangelische Kirche im Stadtteil Wiedenbrück.
- St. Johannes ist die Kirche der syrisch-orthodoxen Gemeinde in Wiedenbrück

##### Verwaltungsbauten
Das Rathaus am Marktplatz wurde 1619 als zweigeschossiger Fachwerkbau errichtet. Bei der Erneuerung von 1790 erhielt es eine neue massive Fassade zum Markt hin und wurde mit einem Krüppelwalmdach versehen.

##### Profanbauten

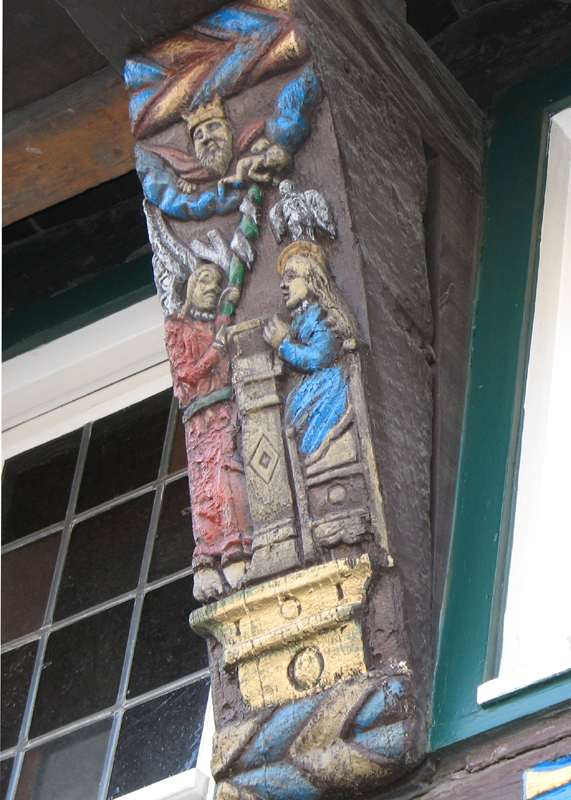
Wiedenbrück, Stützbalken (Knagge) mit dem Motiv – Mariä Verkündigung

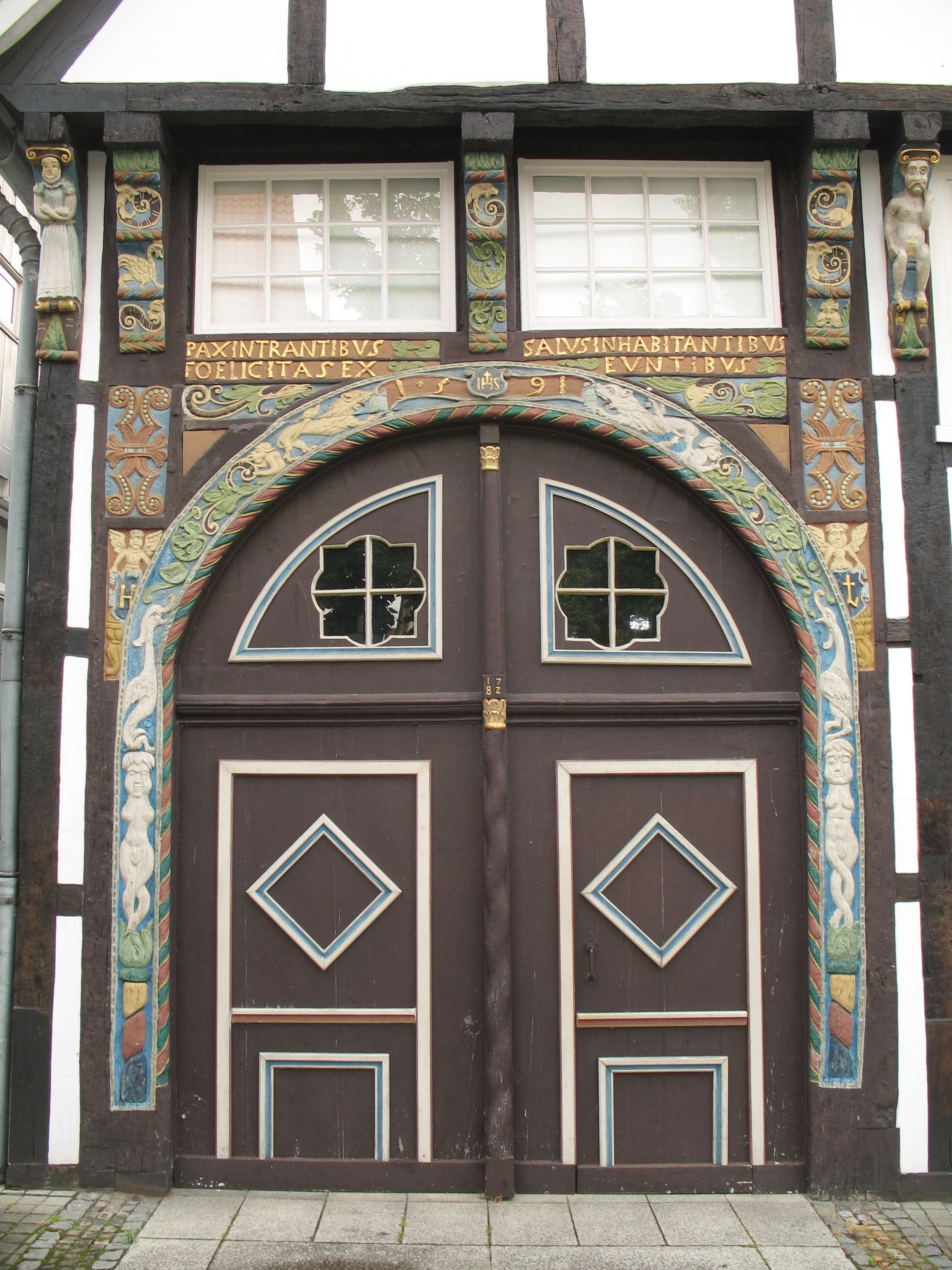
Ehemaliges Heimatmuseum

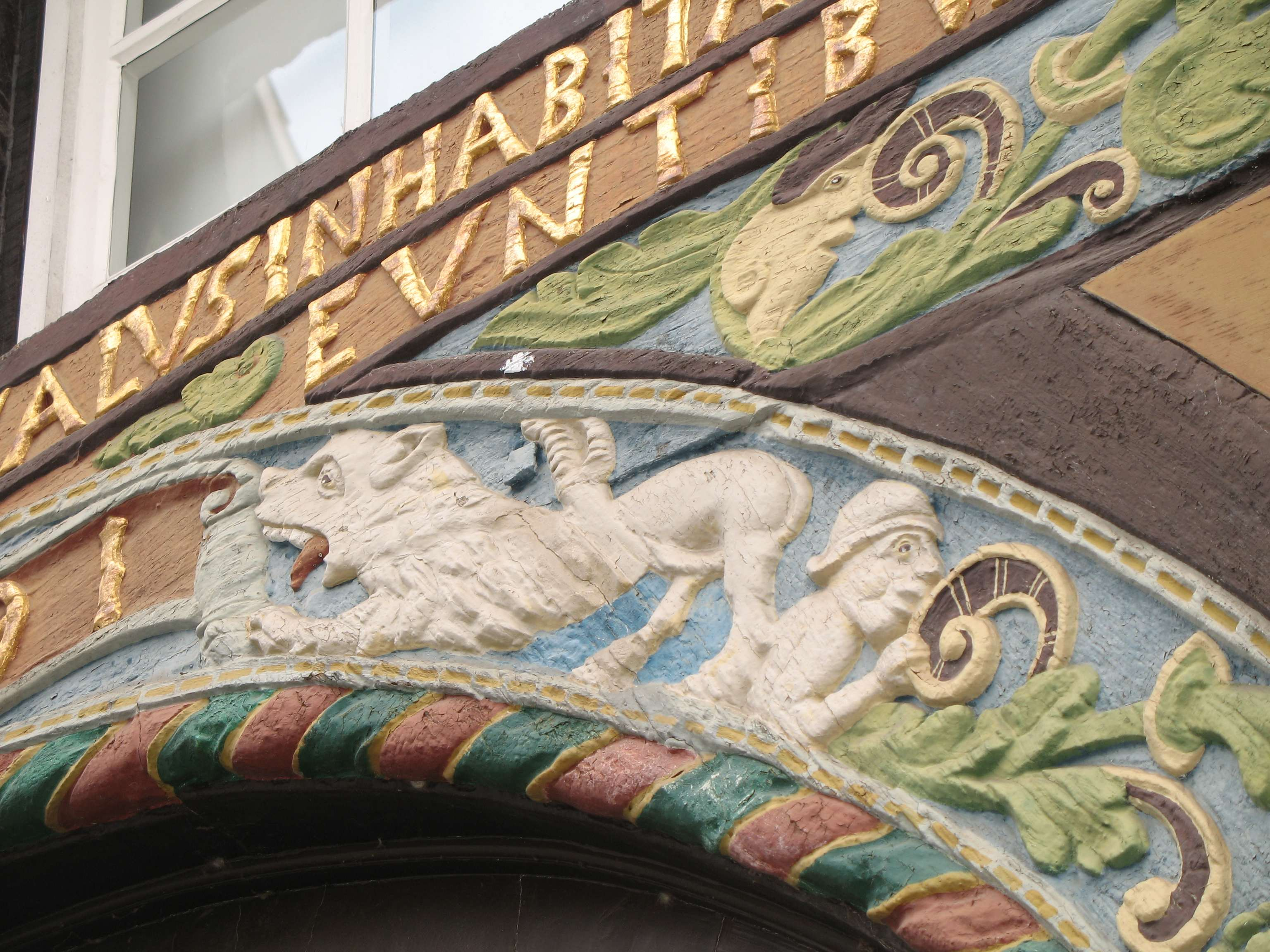
Schnitzerei (ehemaliges Heimatmuseum)

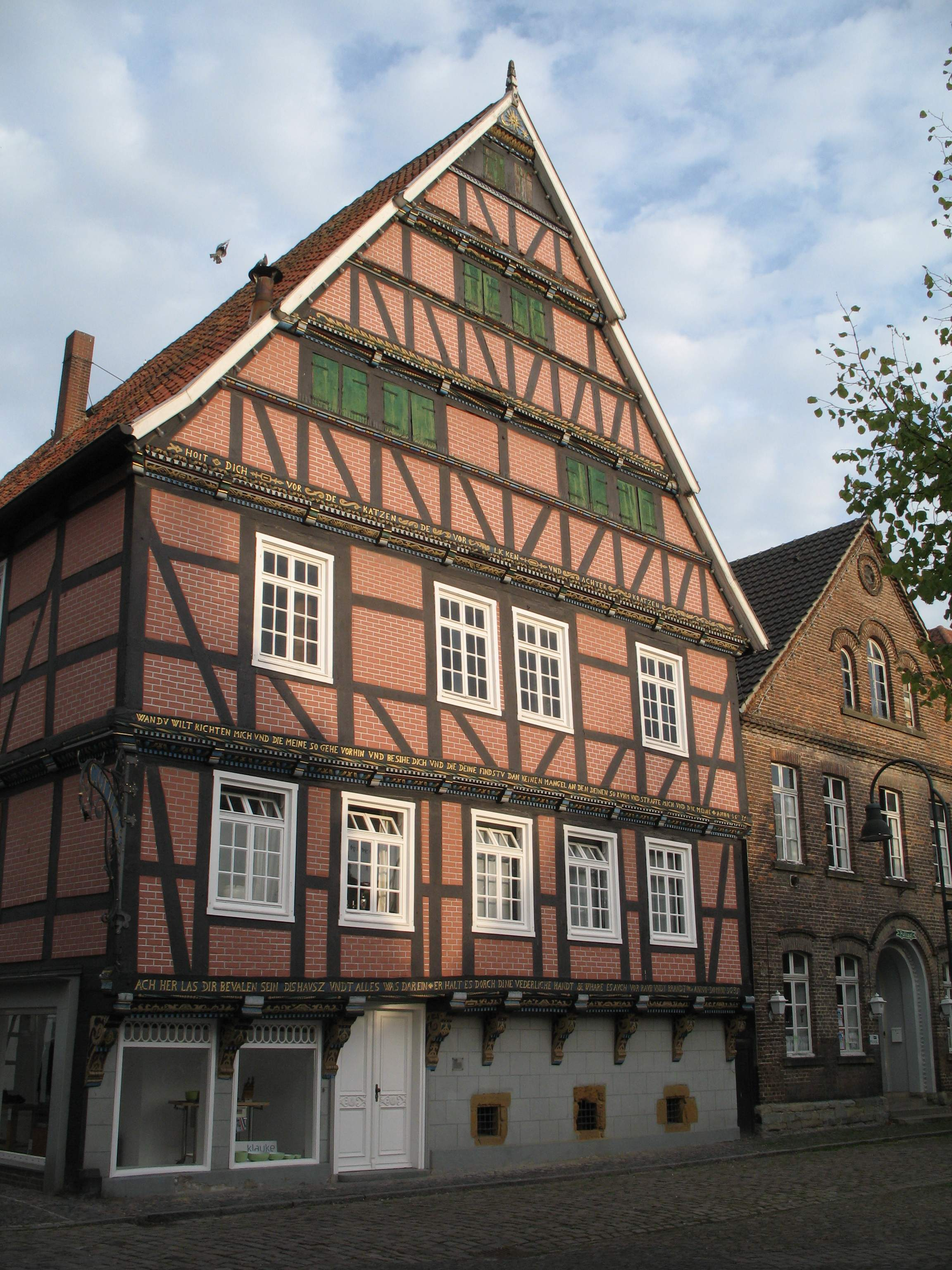
Haus Ottens

Das für seine Geschlossenheit einst berühmte Stadtbild wurde durch Abbrüche und Neubauten vielfach empfindlich gestört. Jedoch ging die Abriss- und Neubautätigkeit in den siebziger Jahren nicht so weit wie in Rheda, wo einheitliche und geschlossene Straßenbilder kaum noch vorhanden sind. Besonders schmerzlich ist der Verlust des für die Stadtgeschichte so bedeutenden Schönhofes, der 1968 dem Ausbau der Wasserstraße weichen musste. Er wurde anschließend im Westfälischen Freilichtmuseum Detmold wiederaufgebaut. In der jüngeren Vergangenheit hat man sich bemüht, Stadtreparatur zu betreiben und es ist durchaus gelungen, erforderliche Neubauten besser einzupassen.
Die Zahl älterer Wohnhäuser ist noch immer beachtlich. Hierbei handelt es sich zumeist um giebelständige Fachwerk-Dielenhäuser, die zum Teil mit Schnitzereien versehen sind. Charakteristisch für diese Bauten ist die hohe zweigeschossige Diele, die an der Straße durch ein großes Tor erschlossen wurde. Trotz ihrer auf den ersten Blick großen Ähnlichkeit mit dem ländlichen Fachhallenhaus kann man hier kaum von Ackerbürgerhäusern sprechen. Nach neuesten Erkenntnissen stellen sie keine Weiterentwicklung des Hallenhauses dar, sondern entstanden aus dem so genannten Einhaus, das zunächst nur über einen großen Raum verfügte. Später wurde dieser durch Stubeneinbauten verkleinert. Hinzu kommt, dass diese Bauten zumeist von Handwerkern bewohnt wurden. Die Landwirtschaft wurde lediglich im Nebenerwerb betrieben und diente vor allem der Eigenversorgung. Das Vieh war, anders als im Bauernhaus, in eigenständigen Gebäuden auf dem rückwärtigen Grundstück untergebracht. Wie auch andere westfälische Kleinstädte (siehe Blomberg) war Wiedenbrück vor allem eine Stadt des Handwerks und zum Teil auch des Handels, aber keine Ackerbürgerstadt im eigentlichen Sinne.
Folgende Einzelbauten sind erwähnenswert:
- Katthagen 2. Dreigeschossiges Giebelhaus mit beschnitzten Füllbrettern, bezeichnet 1624.
- In der Halle 2 (Haus Hemmelmann). Der 1567 errichtete dreigeschossige Bau ist reich mit Fächerrosetten beschnitzt. Neben dem Dielentor befindet sich um das Obergeschoss reduzierte Utlucht. Das lange Zeit verputzte Gebäude wurde 1963 freigelegt und 1994 umfassend restauriert.
- In der Halle 4. Das dreigeschossige, im Erdgeschoss massiv erneuerte Giebelhaus wurde 1513 dendrochronologisch datiert. Obergeschoss und Giebeldreieck kragen über Knaggen vor.
- Kirchplatz 1. Mitte 16. Jh. Gebälk mit reichem Ornamentschmuck. Utlucht bezeichnet 1610.
- Kirchstraße 10. Das Gasthaus „Fuchshöhle“ wurde 1686 nach dem großen Stadtbrand errichtet. Es ist mit einer Utlucht und einem hübschen Barockportal versehen.
- Klingelbrink 25. 1582 bezeichnet, jedoch stark verändert. Mit reich verziertem Torbogen.
- Mönchstraße 8. Das 1576 bezeichnete Haus gehört zu den prächtigsten der Stadt. Die Balken sind reich mit Masken und Fächerrosetten beschnitzt. Die Gefache sind mit Ziegeln im Zierverband ausgefüllt.
- Mönchstraße 10. Das 1549 bezeichnete Gebäude besitzt mit Fabeltieren und Masken beschnitzte Knaggen. Das Dielentor wurde später durch eine Haustür ersetzt. Dieses Gebäude ist das am ältesten datierte Gebäude in Wiedenbrück.
- Mönchstraße 12. Schlichter Fachwerkbau mit Krüppelwalmdach, bezeichnet 1665.

In der Langen Straße findet man zahlreiche gut erhaltene Fachwerkbauten des frühen 17. Jh. Besonders ansehnlich ist die Baugruppe Nr. 27–35. An älteren Einzelbauten sind hervorzuheben:
- Lange Straße 12. Giebelhaus mit Auslucht und Taubandknaggen von 1583.
- Lange Straße 27. (Pilgerhaus). Das schmale Fachwerkhaus mit Krüppelwalmdach ist am Dielentor mit den Jahreszahlen 1602 und 1616 versehen, die allerdings erst auf einen größeren Umbau zurückzuführen sind. Eine eingehende bauhistorische Untersuchung, die im Rahmen von Sanierungsarbeiten 2012 durchgeführt wurde, ergab, dass große Teile des Gerüstes bereits aus dem Jahre 1417 stammen. Damit gilt es nicht nur als das älteste Fachwerkhaus Wiedenbrücks, sondern auch als das zweitälteste Fachwerkgebäude in Westfalen.[38] Im Inneren konnten vier Bohlenstuben nachgewiesen werden, wie sie sonst nur im süddeutschen Raum zu finden sind.[39]
- Lange Straße 29. Mit Fächerrosetten versehener Giebel.
- Lange Straße 38. (Haus Ottens). Mächtiges Giebelhaus mit Speichergeschoss, errichtet 1635. Die Gefache waren mit einer Ziegel imitierenden Bemalung versehen. Nach einem Besitzerwechsel und auf Grund massiver Schäden wurde das höchste Fachwerkhaus der Altstadt von 2009 bis 2011 grundlegend saniert.
- Lange Straße 41. Der angeblich nach einem Umbau wieder eingefügte Torbogen ist 1598 bezeichnet.
- Lange Straße 50. (bis 2008 Heimatmuseum). Dem ehemaligen Speichergebäude aus dem 17. Jahrhundert wurde an der Rückseite ein reich beschnitzter, 1591 bezeichneter Torbogen sowie figürliche Knaggen von einem Abbruchhaus aus der Nachbarschaft eingefügt.

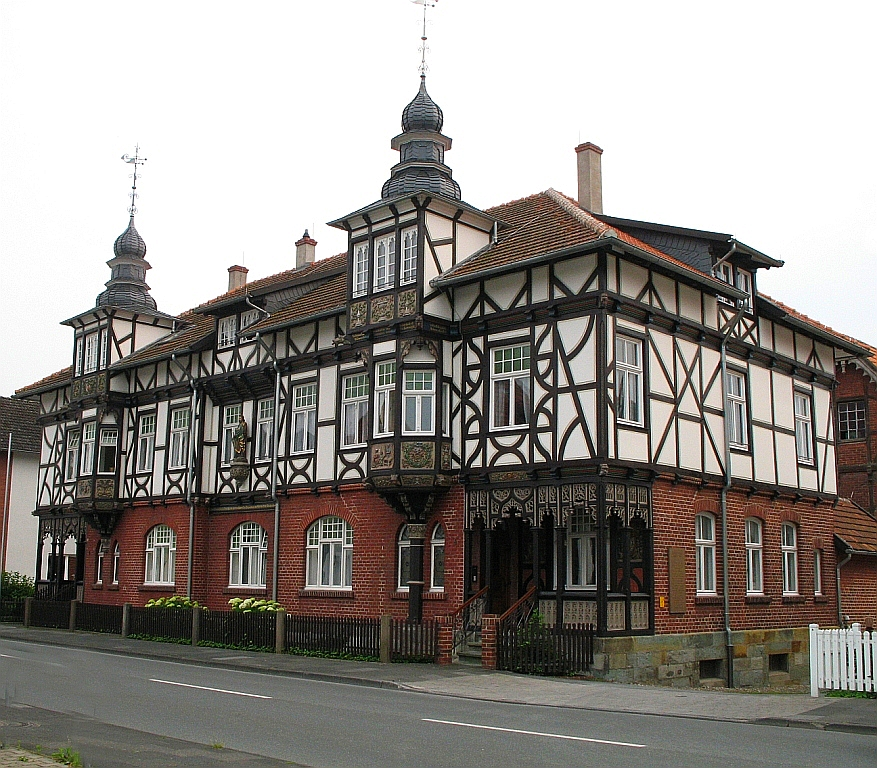
Künstlerhaus, rechts davor die Einfahrt zum neuen „Wiedenbrücker Schule Museum“

- Lange Straße 51. Bezeichnet 1589, 1987 restauriert. Die Gefache sind mit Ziegeln im Zierverband ausgefüllt.
- Lange Straße 55. Vierständerbau mit Auslucht, diese 1565 bezeichnet. Um 1980 völlig erneuert.
- Lange Straße 60. Das zweit-älteste Wohnhaus der Stadt wurde 1468 errichtet und 1594 erweitert durch den Vikar Christoph Rose. Nach einem Anker oben im Deelentor wird das Gebäude auch als Ankervilla bezeichnet.
- Lange Straße 72. Bez. 1614. Die Gefache mit Backsteinen im Zierverband ausgefüllt
- Lange Straße 88. 1592 bezeichnet Taubandknaggen, Torbogen und Schwelle mit Ranken beschnitzt.
- Lange Straße 89. mit gemusterten ziegelgefachen, bezeichnet 1610.
- Lange Straße 93. 1559 bezeichnet. Mit zum Teil beschnitzten viertelkreisförmigen Fußbändern und Tauband-Knaggen.
- Lange Straße 95. Bezeichnet 1607.
- Rietberger Straße 6, 8. Altes Künstlerhaus, erbaut 1904[40], mit aufwändigen Außenschnitzereien, Fachwerk. Dahinter, in der Hoetgergasse, das neue „Wiedenbrücker Schule Museum“

##### Wehrbauten

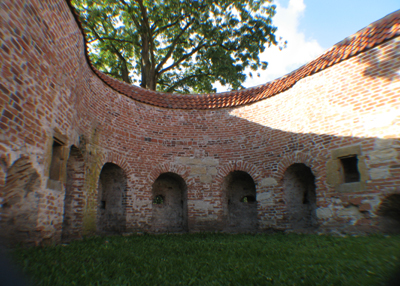
Innenansicht des Pulverturms

Die Stadt war seit dem Mittelalter mit Wehrbauten, darunter einer Stadtmauer und vorgelagertem Zwinger umgeben. Von dieser Anlage ist nur noch der so genannte Pulverturm am Mühlenwall erhalten. Es ist ein halbrunder Schalenturm aus Backstein mit niedrigen Hosenscharten, der mit Hilfe von Hakenbüchsen verteidigt werden konnte. Er stammt wohl noch aus dem 15. oder frühen 16. Jahrhundert. Auch die noch erhaltenen Umflut (siehe oben) gehört zusammen mit der Ems zu den ehemaligen Wehranlagen.

##### Skulpturen/Denkmäler

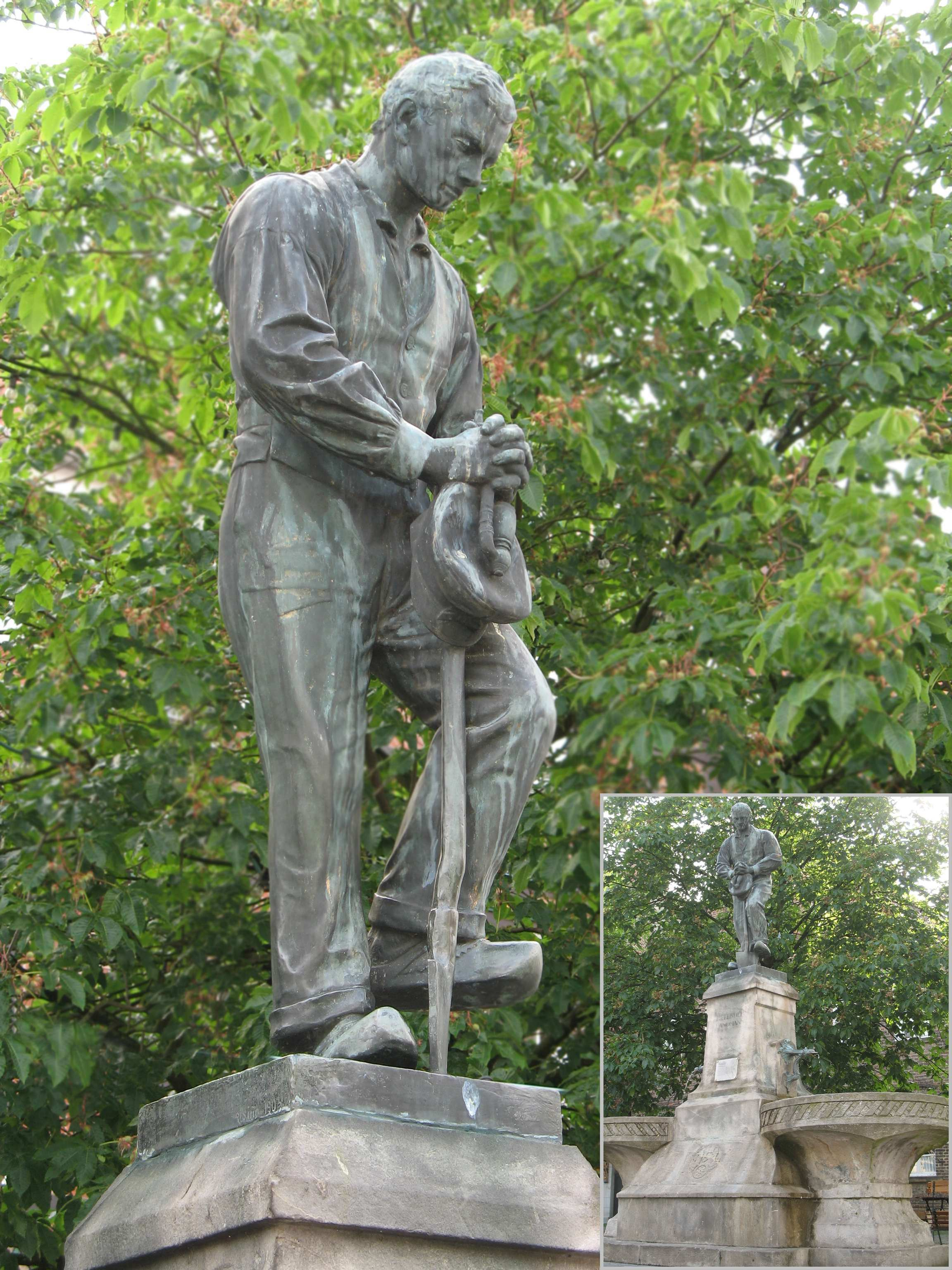
Betender Landmann

Die Brunnenskulptur Betender Landmann auf dem Marktplatz von Wiedenbrück zeigt einen Betenden. Der Sockel trägt zwischen den zwei Wasserbecken die eingemeißelte Inschrift „Betender Landmann“. Die Statue wurde von Ernst Osterrath gestiftet, dem Wiedenbrücker Ehrenbürger (1901), der von 1882 bis 1892 Landrat des Kreises Wiedenbrück war, von 1898 bis 1902 Oberregierungsrat zu Schleswig und seit 1902 Vortragender Rat im Preußischen Kultusministerium zu Berlin. Hier traf er den aus Wiedenbrück stammenden akademischen Bildhauer Bernhard Heising, dessen Arbeiten ihn sehr interessierten und dessen Standbild (1902) des bedeutenden Bauernführers Schorlemer-Alst in Münster vor dem Landeshaus er bewunderte. Da Heisings Engagement für die Arbeiterbewegung (als Werkstudent hatte er sein Studium weitgehend finanziert) ihm bekannt war und er seiner Heimatstadt Wiedenbrück als Zeichen seiner Freundschaft und Dankbarkeit ein ähnlich großes Denkmal stiften wollte, stellte er Heising die paradox anmutende Aufgabe, einen „betenden Arbeiter“ zu machen. Heising zeigt in seinem Werk programmatisch, dass Arbeiter sich in ihrer Freizeit (daher die Tiroler Pfeife) im eigenen Garten beim Angelusläuten sehr innig Gott zuwenden können, wenn maßvolle Arbeitszeiten, Eigentum und religiöses Umfeld gegeben sind. Schnell hieß im Volksmund jedoch der „Arbeiter“ nur noch „Landmann“.
Die Skulptur wurde gemeinsam mit dem Marktbrunnen am 1. November 1903 offiziell eingeweiht. Die Geschichte Wiedenbrücks als Handwerkerstadt mit ihren vielen Gilden und die tiefe Religiosität der Bevölkerung kommen in diesem Kunstwerk zum Ausdruck.
Die Brunnenfigur erlebte eine wechselhafte Geschichte. Während des Ersten Weltkrieges wurde sie zur Gewinnung von Rüstungsgut demontiert und sollte eingeschmolzen werden. Sie entging diesem Schicksal, da sie zufällig in einer Berliner Gießerei vom Wiedenbrücker Kaufmann Felix Plöger entdeckt und unversehrt nach Wiedenbrück gebracht wurde.
Im Zweiten Weltkrieg hat man die Figur abermals demontiert und tatsächlich eingeschmolzen. Ein vorsorglich angefertigter Gipsabdruck ermöglichte eine Wiederherstellung der beliebten Figur. In Wiedenbrück war 1950 unbekannt, dass von der Familie der Nachkommen Heising zu Bad Driburg seit vielen Jahren das große ursprüngliche Gipsmodell für den Bronzeguss gehütet wurde. Der Bildhauer Bernd Hartmann fertigte also nach dem späteren Gipsabdruck einen Neuguss an, der im Dezember 1951 feierlich an seinem alten Standort eingeweiht wurde.

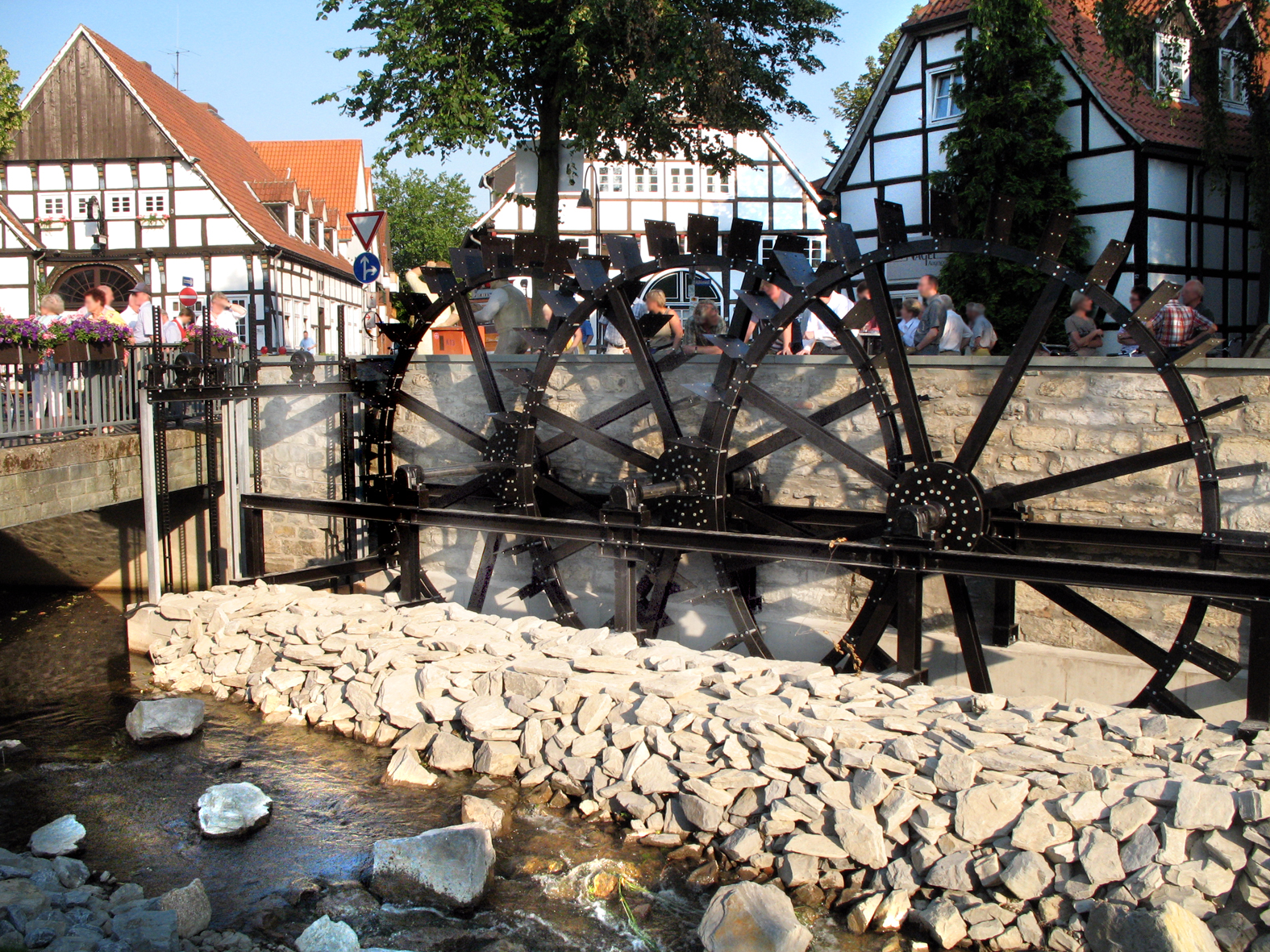
Denkmal „Neue Mühle“

Drei Mühlräder, die nach dem historischen Vorbild rekonstruiert wurden, erinnern am Mühlenwall/Ecke Rektoratsstraße an die „Neue Mühle“, eine Getreidemühle, die hier von 1250 bis 1969 stand. Die Kombination von drei Mühlrädern war und ist äußerst selten.
Die Räder haben einen Durchmesser von jeweils knapp fünf Metern. Insgesamt wurden etwa 2500 Schrauben für diese Konstruktion verarbeitet. Die Mühlräder werden durch die Umflut angetrieben, einem künstlich angelegten Abzweig der Ems. Ems und Umflut umfließen den historischen Stadtkern von Wiedenbrück und sind Teil der ehemaligen Stadtbefestigung. Das Denkmal wurde am 8. Juni 2007 eingeweiht. Es wurde der Stadt von Franz-Josef Krane gestiftet. Durch die Umgestaltung des Mühlplatzes entstanden der Stadt jedoch Kosten von 50.000 €. Am 5. September 2008 wurde auf dem Platz ein Mühlstein aufgestellt, der in der 1888 abgebrannten Brennerei „Auf dem Schilde“ benutzt wurde.
Kriegerdenkmal an der Rektoratsstraße und ein Mahnmal gegen Krieg und Gewaltherrschaft an der St. Aegidiuskirche.

### Parks
Rheda-Wiedenbrück war Austragungsort der nordrhein-westfälischen Landesgartenschau 1988 in den Emsauen links und rechts der Autobahn A 2. Das Gelände, heute als Flora Westfalica bezeichnet, ist als weitläufiger Landschaftspark mit ca. 60 ha Größe im Stadtgebiet erhalten.
In dieser Anlage liegt ein etwa ein Hektar großer Teil des Schlossgartens Rheda. Auf weiteren vier Hektar erstreckt sich der andere Teil des Schlossparks, der zum Teil ebenfalls öffentlich zugänglich ist.
Nordwestlich des Schlossparks in etwa drei Kilometern Entfernung befindet sich der ca. einen Hektar große Garten des Hauses Bosfeld, der nicht öffentlich zugänglich ist.
In Wiedenbrück schließlich liegt der rund sechs Hektar große Garten des Amtshauses Reckenberg.

### Naturdenkmäler
Die Stadt verfügt über zwei Eichen und einen Teich, die vom Kreis Gütersloh als Naturdenkmal ausgewiesen wurden. Eine Eiche steht im Stadtteil Rheda, eine weitere und der Teich befinden sich in St. Vit. Darüber hinaus gibt es zwei Naturschutzgebiete, zum einen das Gebiet Am Merschgraben, zum anderen das Gebiet Erlenbruch und Schlosswiesen Rheda.

### Regelmäßige Veranstaltungen

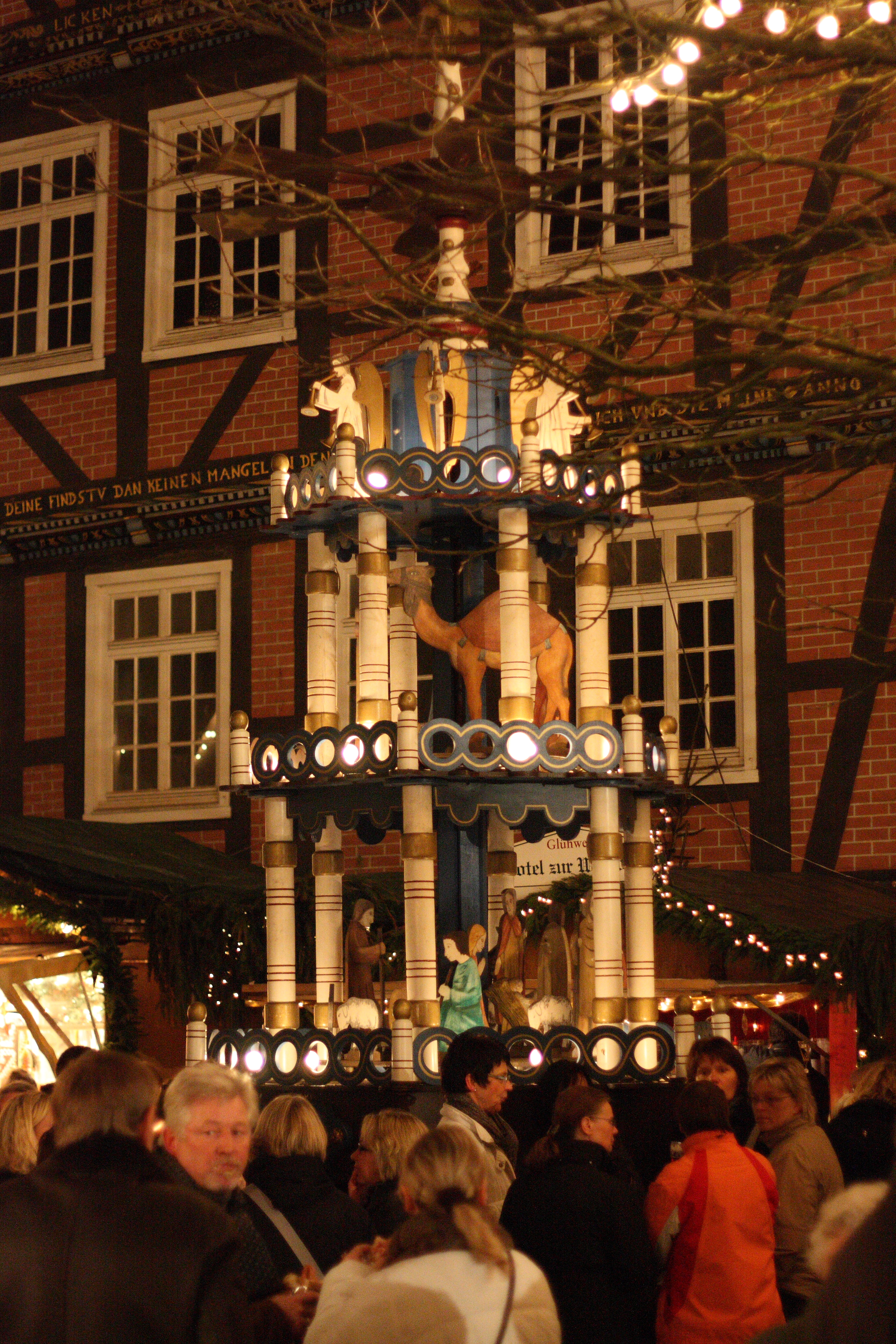
Christkindlemarkt in Wiedenbrück

Es gibt eine Reihe von jährlich wiederkehrenden Veranstaltungen in Rheda-Wiedenbrück, von denen einige mehr als lokale Bedeutung haben. Höhepunkte im gesellschaftlichen Leben sind die Feste der örtlichen Schützenvereine.
In kalendarischer Reihenfolge finden folgende Feste statt:
- Rosenmontagsumzug (Beginn im Ortsteil Rheda, Ende im Ortsteil Wiedenbrück)
- „Rheda erblüht“ (Frühlings-/Stadtteilfest)
- Karfreitagsprozession (Wiedenbrücker Kreuztracht)
- Fronleichnamsprozessionen der katholischen Kirchengemeinden
- Streetfood-Festival (Cheat Day) Rheda
- Internationales Kulturfest in Rheda
- Schützenfest der Stadtschützen Rheda
- Weinmarkt Rheda
- Rhedaer Jazzfestival
- Feuerwehrfest Löschzug St. Vit
- Schützenfest der St.-Hubertus-Schützenbruderschaft Batenhorst
- Deutsch-Holländischer Stoffmarkt Rheda (Juli)
- Schützenfest des St. Sebastian Bürgerschützenvereins Wiedenbrück (1. Augustwochenende)
- Feuerwehrfest Lintel (2. Augustwochenende)
- „Rhedaer Löwen-Tour“ (Radsportveranstaltung)
- Schützenfest der Bauernschützen Rheda
- „Feuer und Flamme“, ein musikalisches Großfeuerwerk auf dem Gelände der Flora Westfalica
- „Laufen und Gutes tun“ Benefiz-Lauf in St. Vit (1. Samstag im September)
- Altstadtfest in Rheda
- Herbstkirmes in Wiedenbrück (1. Oktoberwochenende)
- Deutsch-Holländischer Stoffmarkt Rheda (Oktober)
- Krimi-Nacht in Rheda (Einkaufs- u. Spielveranstaltung)
- Andreaskirmes in Rheda
- Adventskrämchen Rheda
- Christkindl-Markt Wiedenbrück mit Christkindl-Lauf

## Wirtschaft und Infrastruktur

### Verkehr

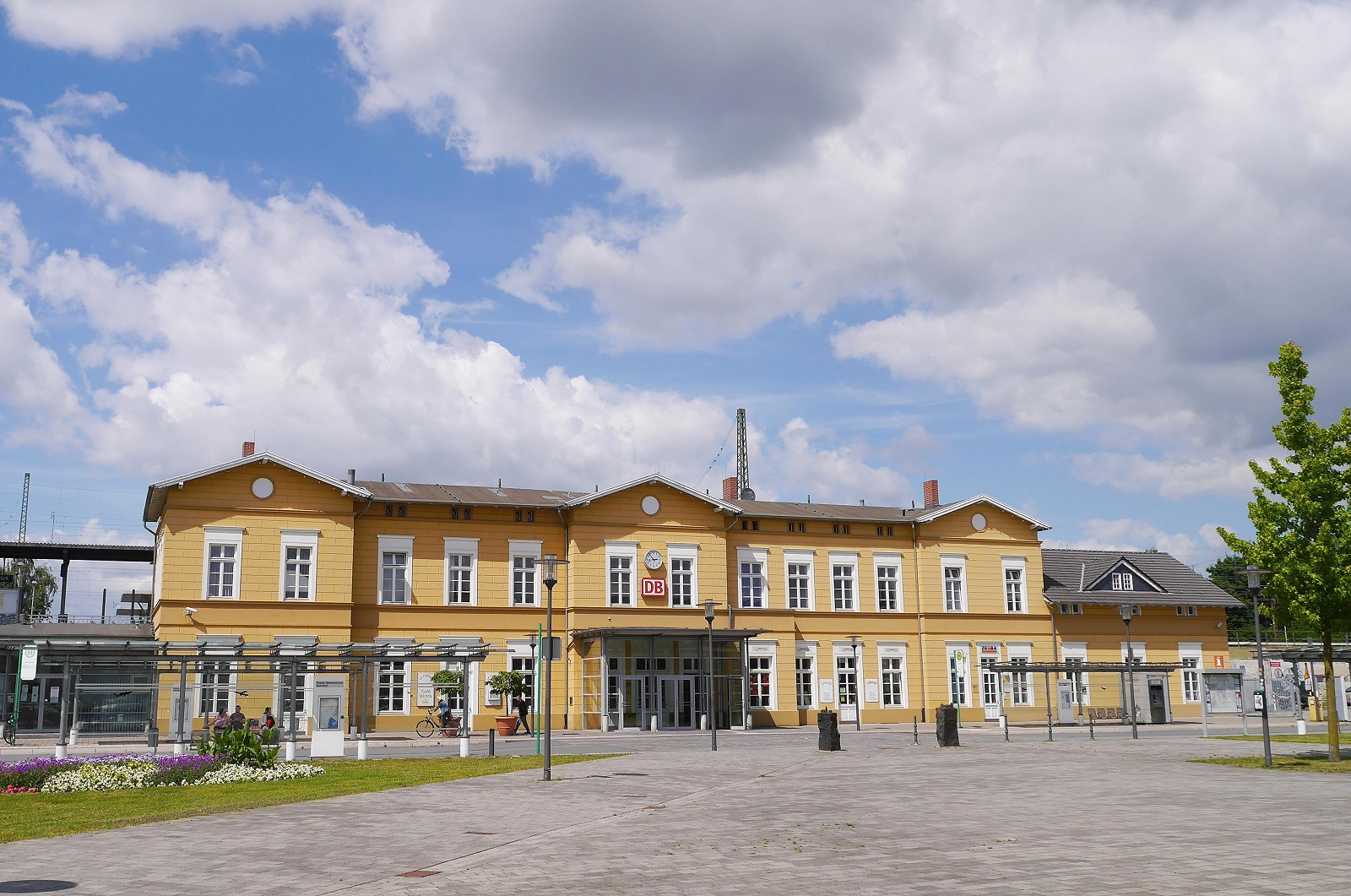
Bahnhof Rheda-Wiedenbrück

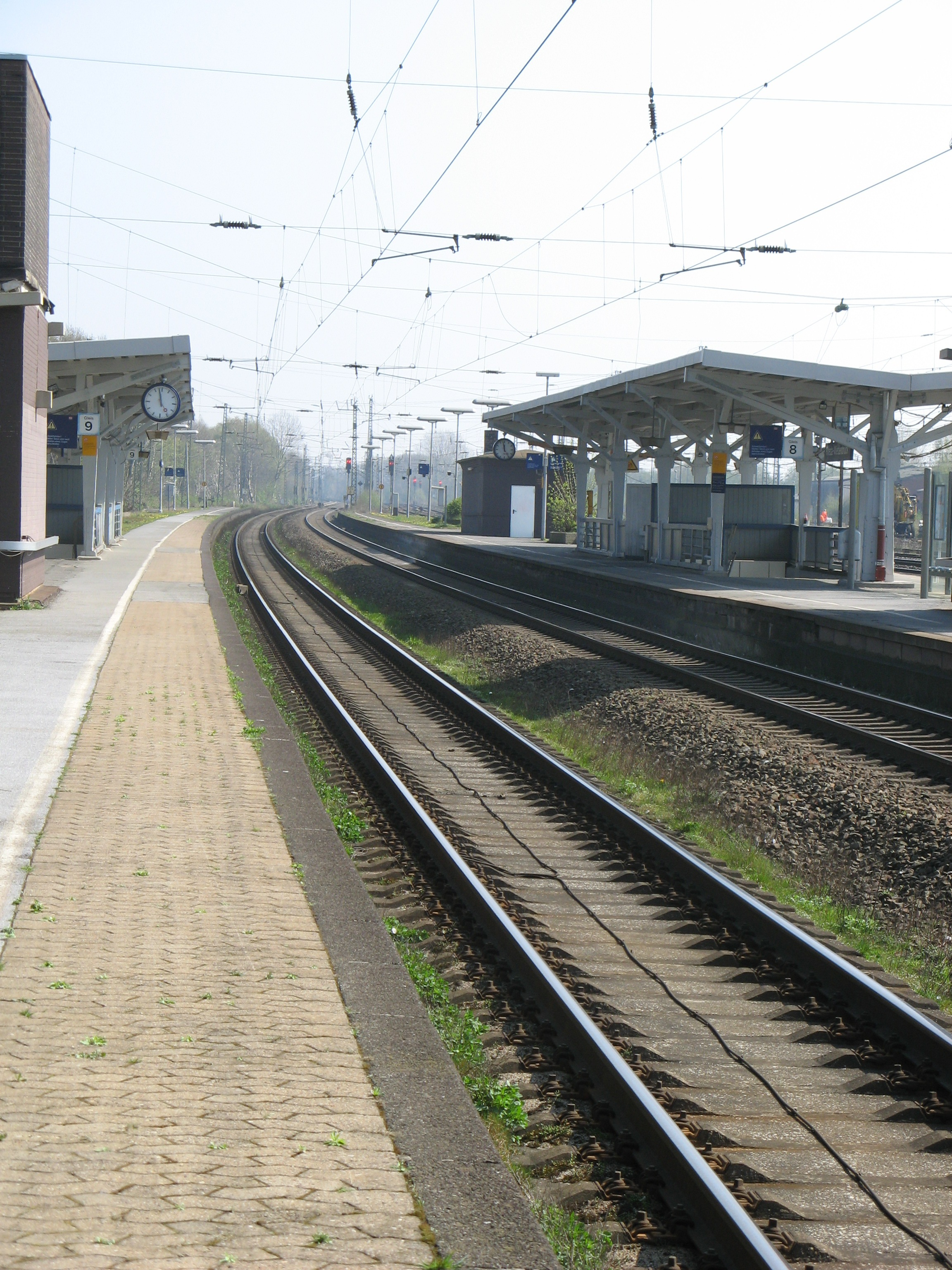
Gleis 9 des Bahnhofs Rheda-Wiedenbrück mit Fester Fahrbahn nach dem „System Rheda“

#### Straßenverkehr
Rheda-Wiedenbrück ist über die Anschlussstelle 23 an die A 2 angebunden. Die Stadt ist Ausgangspunkt der Bundesstraßen B 55 und B 61. Weiterhin durchquert die B 64 das Stadtgebiet.
Regionalbusse fahren nach Gütersloh und Lippstadt sowie über Rietberg und Delbrück nach Paderborn. Die Stadt gehört zum Tarifverbund Westfalentarif (Netz „TeutoOWL“).

#### Fahrradverkehr
Neben zahlreichen örtlichen Fahrradrouten ist die Stadt an folgende nationale und internationale Radwege angeschlossen: an den Europaradweg R1, an den EmsRadweg, an den Radweg Historische Stadtkerne, an die LandesGartenSchau-Route, an den Werse-Radweg und an die BahnRadRoute Hellweg-Weser.

#### Schienenverkehr
Der Bahnhof Rheda-Wiedenbrück (Stadtteil Rheda) ist ein Trennungsbahnhof an der Bahnstrecke Hamm–Minden, einer der am meisten befahrenen Eisenbahnstrecken Deutschlands, hier zweigt die Warendorfer Bahn nach Münster ab (ehemals über Rheda-Wiedenbrück-Süd weiter nach Lippstadt).
Der Bahnhof ist Halt einer Regional-Express- und mehrerer Regionalbahn-Linien mit Direktverbindungen nach Minden, Bielefeld, Hamm, Münster und in das Ruhrgebiet.

#### Luftverkehr
Die nächstgelegenen Flughäfen sind die Flughäfen Paderborn-Lippstadt (ca. 40 km), Münster-Osnabrück (ca. 69 km) und Dortmund (ca. 70 km).

### Öffentliche Einrichtungen
Die Stadt bietet je ein Freibad im Stadtteil Rheda und im Stadtteil Wiedenbrück sowie ein Hallenbad im Stadtteil Wiedenbrück.
Die Stadtbibliothek unterhält Standorte in beiden Stadtteilen mit insgesamt ca. 60.000 Büchern und etwa 6500 anderen Medien.
Die Volkshochschule Reckenberg-Ems bietet ein breites Weiterbildungsangebot.
Das städtische „Jugendzentrum Alte Emstorschule“ ist eine Einrichtung der offenen Kinder- und Jugendarbeit in Rheda und bietet Angebote zur Freizeitgestaltung sowie Ferienbetreuung.
Mit dem Jugendhaus St. Aegidius bietet die Caritas Angebote zur Freizeitgestaltung für Jugendliche. Zudem finden im Gebäude auch Veranstaltungen für alle Altersgruppen statt.
Rheda-Wiedenbrück hat ein Krankenhaus, das St.-Vincenz-Hospital mit 198 Betten. Das Krankenhaus in Rheda war zuletzt eine Betriebsstätte des Städtischen Klinikums Gütersloh mit 80 Betten.
Die Freiwillige Feuerwehr Rheda-Wiedenbrück mit etwa 240 Aktiven unterhält fünf Löschzüge, davon jeweils einer in den Ortsteilen Rheda, Wiedenbrück, Batenhorst, Lintel und St. Vit.
Historisch bedingt sind einige für den gesamten Kreis Gütersloh zuständige Ämter in der Stadt beheimatet, so z. B. das Ausländeramt.
Im Norden der Stadt liegt die Kläranlage. Sie ist für 125.000 Einwohnerwerte ausgelegt und wurde um eine Vierte Reinigungsstufe zur Beseitigung von Spurenstoffen erweitert.

### Ansässige Unternehmen

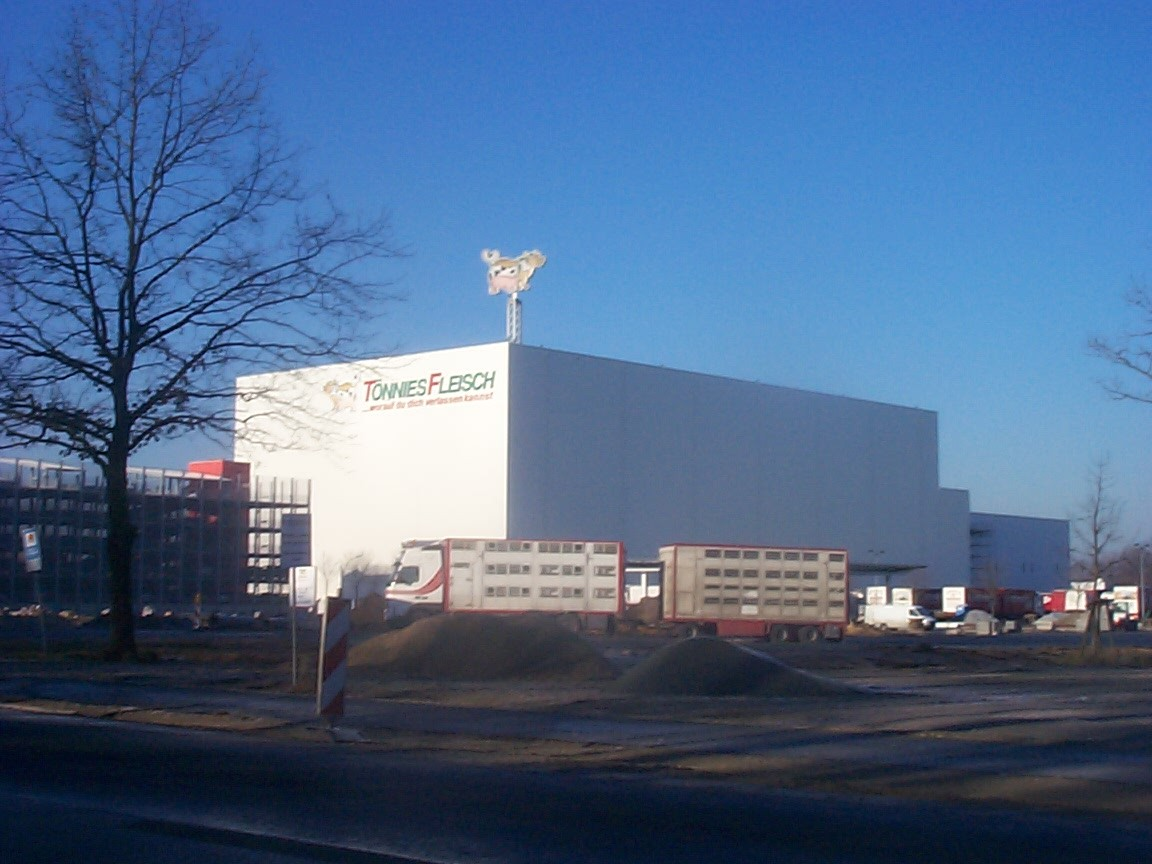
Tönnies Fleischwerk

Wichtige Wirtschaftsfaktoren stellen die holzverarbeitende und Möbelindustrie sowie die Kraftfahrzeugindustrie dar. Zu den überregional bekannten Firmen gehören die in der Möbelindustrie bzw. im Möbelhandel tätigen Firmen Cor, Interlübke, Musterring und Garant Gruppe, die im Fahrzeugbau tätigen Firmen Westfalia Mobil (Wohnmobile) und Westfalia Automotive GmbH (Anhängekupplungen und Elektrosätze), Prophete GmbH & Co. KG (Fahrräder, Motorroller) sowie die Firmen Elmer (Sanitär-,Heizung- und Klima-Großhandel), Eurovia (Erd-,Tief- und Straßenbau), Knaup Rheda-Metallbau GmbH & Co. KG, Nielsen Design GmbH (Bilderrahmen), Pflüger GmbH & Co. KG (Homöopathische Arzneimittel), Regumatic-Schlafsysteme (Matratzen, Edelstahlfederlattenroste), Seidensticker (Bekleidung), Simonswerk GmbH (Bandsysteme, Scharniere), Sita Bauelemente GmbH, Venjakob Maschinenbau GmbH & Co. KG, Westag AG (Holz und Kunststoff), Paul Daut Fleisch und Wurstwaren der Sprehe-Gruppe und das Tönnies Fleischwerk, das der größte fleischverarbeitende Betrieb Europas ist.
An der A 2, auf der Gemarkung Marburg im Grenzbereich der Städte Oelde und Rheda-Wiedenbrück (Stadtteil Nordrheda-Ems), befindet sich ein interregionales Gewerbegebiet, das unter der Bezeichnung „Aurea – das A2-Wirtschaftszentrum“ vermarktet wird. Die Gemeinde Herzebrock-Clarholz und die Städte Oelde und Rheda-Wiedenbrück erschließen ein insgesamt ca. 150 ha großes Gewerbeareal. Der eigens hierfür geschaffener Autobahnanschluss, die Anschlussstelle „Herzebrock-Clarholz“ (auf dem Stadtgebiet von Rheda-Wiedenbrück befindlich), wurde im September 2008 eingeweiht und dem Verkehr übergeben.

### Medien

#### Printmedien
In Rheda-Wiedenbrück sind vier Tageszeitungen vertreten. Täglich montags bis samstags erscheinen die Neue Westfälische mit Regionalteil sowie eine Lokalausgabe des Westfalen-Blatts. Beide Zeitungen beziehen ihren Mantel von ihren jeweiligen Mantelredaktionen aus Bielefeld. Ebenfalls mit lokaler Berichterstattung erhältlich sind montags bis samstags Die Glocke aus Oelde, die hier als Rheda-Wiedenbrücker Zeitung erscheint, und Der Patriot aus Lippstadt.

#### Radio und Fernsehen
Rheda-Wiedenbrück gehört zum Berichtsgebiet des Regionalstudios Bielefeld des WDR und von Radio Gütersloh, das es in der Berichterstattung als Lokalradio mit abdeckt.
Seit September 2011 wird durch die Pro Arbeit e. V. in Eigenregie zweimal wöchentlich ein Webradioprogramm unter dem Titel „Boombird Radio“ produziert. Zielgruppe sind vor allem Jugendliche aus der Region.

### Bildung
Es gibt im Stadtgebiet verteilt sechs Grundschulen: die Gemeinschaftsgrundschulen Andreas-Wenneber-Schule, Parkschule und die Brüder-Grimm-Schule sowie die kath. Grundschulen Johannisschule, Pius-Bonifatius-Schule, und die Eichendorff-Postdamm-Schule. Weiterführende Schulen in den Sekundarstufen I und II sind die Osterrath-Realschule (Ortsteil Wiedenbrück), die Moritz-Fontaine-Gesamtschule, das Einstein-Gymnasium (Ortsteil Rheda) und das Ratsgymnasium (Ortsteil Wiedenbrück).
Angesichts deutlich sinkender Schülerzahlen und in Folge einer Elternbefragung beschloss der Stadtrat 2012 die Gründung einer Gesamtschule mit zwei Standorten und das Auslaufen der beiden Hauptschulen und einer Realschule. Im Jahr 2012 nahmen die Matthias-Claudius-Schule (Ortsteil Rheda), die Kettler-Schule (Ortsteil Wiedenbrück) und die Ernst-Barlach-Realschule (Ortsteil Rheda) letztmals Schüler auf und sind inzwischen ausgelaufen.
Darüber hinaus gibt es als Förderschulen die Heidbrinkschule und die Kopernikusschule des Kreises Gütersloh.
Die Erwachsenenbildung (inklusive der Gestaltung von offenen Ganztagsschule im Primarbereich und Nachmittagsangeboten in der Sekundarstufe I) wird durch die Volkshochschule Reckenberg-Ems und deren Tochter Fortbildungs-Akademie Reckenberg-Ems (FARE) gGmbH – v. a. im Übergang Schule-Beruf aktiv – ausgefüllt.
Berufsbildende Schulen sind das Reckenberg-Berufskolleg und das Ems-Berufskolleg.
Sonstige Schulen sind die Kreisfeuerwehrschule, die Musikschulen Musikgarten , Musikzentrum an der Schlossstrasse, Die Tonfabrik sowie die Design-Werkstatt Haus Aussel.
Im Jahr 2007 wurden an Rheda-Wiedenbrücker (ohne Volkshochschule, Berufskollegs und sonstige Schulen) mit 406 Lehrkräften insgesamt 6491 Schüler unterrichtet, davon ca. 32,0 % an den Grundschulen, ca. 13,3 % an den Haupt- und ca. 22,0 % an den Realschulen, 28,0 % an den Gymnasien sowie 2,8 % an der Förderschule. Eine Besonderheit an den Grundschulen ist, dass alle Grundschulen (außer den „Zwerg-Schulen“ Postdamm- und Bonifatiusschule) als offene Ganztagsgrundschulen geführt werden. Trägerin des ambitionierten Bildungs- und Betreuungsangebotes von 7:30 bis 17:00 Uhr ist die Volkshochschule Reckenberg-Ems.

## Persönlichkeiten

### Kinder der Stadt
Dort geboren wurden:
- 1532: Anna von Tecklenburg-Schwerin, (geboren auf Schloss Rheda), Gräfin der Grafschaft Tecklenburg
- 1615: Moritz von Bentheim-Tecklenburg (geboren auf Schloss Rheda),  Graf der Grafschaft Tecklenburg
- 1627: Arnold Moritz Holtermann, Rechtswissenschaftler
- 1795: Moritz Kasimir von Bentheim-Rheda, Politiker, Mitglied des Preußischen Herrenhauses
- 1796: Franz Wilhelm Harsewinkel, Landvermesser, Regierungskondukteur und Laienmaler
- 1800: Franz zu Bentheim-Tecklenburg, Standesherr, Mitglied des Preußischen Herrenhauses
- 1804: Adolf zu Bentheim-Tecklenburg-Rheda, Generalleutnant
- 1827: Franz Anton Goldkuhle, Kunsttischler
- 1849: Gustav zu Bentheim-Tecklenburg, Standesherr, Mitglied des Preußischen Herrenhauses
- 1865: Bernhard Heising, akademischer Bildhauer
- 1889: Adolf zu Bentheim-Tecklenburg, Standesherr
- 1892: Fritz Burmann, Maler
- 1902: Martin Harlinghausen, General
- 1902: Peter Winkelnkemper, NS-Journalist und Kommunalpolitiker, 1941–44 Oberbürgermeister von Köln
- 1905: Bernd Hartmann, Bildhauer
- 1905: Toni Winkelnkemper, Jurist, SS-Standartenführer und Politiker (NSDAP)
- 1909: Arie Goral, Maler und Publizist
- 1911: Willi Repke, Kunstmaler
- 1915: Werner Weinberg, Hebraist
- 1915: Hubert Hartmann, Bildhauer
- 1923: Moritz-Casimir zu Bentheim-Tecklenburg, Diplom-Forstwirt und Unternehmer
- 1928: Paul Daut, Unternehmer
- 1939: Hermann Schalück, Franziskaner
- 1941: Liz Mohn, Unternehmerin (Bertelsmann)
- 1941: Josef Schnusenberg, Vorsitzender des FC Schalke 04
- 1943: Hartmut Tofaute,[50] Diplom-Volkswirt, Leiter der Abteilung Wirtschaftspolitik beim DGB, Berlin
- 1944: Toni Pierenkemper, Wirtschaftshistoriker
- 1944: Hermann-Josef Rapp (* in Wiedenbrück), Forstmann und Naturschützer
- 1949: Peter Meyer, Manager und ADAC-Präsident 2001–2014
- 1952: Bernd Tönnies, Unternehmer und Sportfunktionär
- 1955: Michael Epkenhans, Prof., Militär- und Marinehistoriker
- 1955: Werner Freitag, Historiker
- 1956: Clemens Tönnies, Unternehmer und Sportfunktionär, 2001–2020 Aufsichtsratsvorsitzender bei Schalke 04
- 1959: Franz Kahle, Jurist und Politiker (Bündnis 90/Die Grünen), seit 2005 Bürgermeister von Marburg
- 1962: Jürgen Stollhans, Künstler
- 1965: Tim Krohn, Schweizer Schriftsteller
- 1965: Andreas Brockhinke, Physiker
- 1968: Frank Riedel, Ökonom, Buchautor und Hochschullehrer
- 1968: Hanne Wolharn, Schauspielerin
- 1969: Maximilian zu Bentheim-Tecklenburg, Unternehmer und Kunsthistoriker
- 1969: Nicola Hüsing, Chemikerin und Materialwissenschaftlerin
- 1970: Ines Weber, katholische Theologin, Hochschullehrerin für Kirchengeschichte
- 1971: Markus Freise, Comiczeichner und Slampoet
- 1971: Frank Scharpenberg, Fußballspieler
- 1972: Ingo Pohlmann, Popmusiker
- 1973: Daniel Steiner, Schauspieler und Filmregisseur
- 1976: Nicole Kortlüke, Filmeditorin
- 1977: Carsten Schlepphorst, Rettungssportler
- 1980: Kathrin Jonkmann, Psychologin
- 1980: Sarah Winkenstette, Filmregisseurin und Drehbuchautorin
- 1983: Nico Venjacob, Schauspieler
- 1992: Sandro Jurado García, Futsalnationalspieler
- 1993: Jens Teutrine, Politiker (FDP), Mitglied des Deutschen Bundestages
- 1996: Aylin Öcal, Schauspielerin
- 1996: Luca Tilo Scharpenberg, YouTuber und Podcaster
- 2003: Lisanne Gräwe, deutsche Fußballspielerin

### Weitere Persönlichkeiten
Keine gebürtigen Rheda-Wiedenbrücker, die aber in der Stadt wirken oder gewirkt haben, sind:
| Persönlichkeit                | Lebensdaten | Beruf                               | Bezug zu Rheda-Wiedenbrück                                       |
| ----------------------------- | ----------- | ----------------------------------- | ---------------------------------------------------------------- |
| Luise Hensel                  | (1798–1876) | Dichterin                           | lebte über 20 Jahre in Wiedenbrück, 1823–1825; 1853–1872         |
| Jodocus Temme                 | (1798–1881) | Politiker, Jurist, Schriftsteller   | Erzieher des Prinzen Franz von Bentheim-Tecklenburg zu Rheda     |
| Bernhard Bessel               | (1814–1868) | Politiker                           | Landrat des Kreises Wiedenbrück                                  |
| Otto Lüning                   | (1818–1868) | Politiker, Journalist, Arzt         | lebte zeitweise in Rheda                                         |
| Christoph Siebe               | (1849–1912) | akademischer Künstler und Maler     | Künstler der Wiedenbrücker Schule                                |
| Ernst Osterrath               | (1851–1925) | Landrat (bis 1898)                  | Stifter der Skulptur Betender Landmann (Marktbrunnen)            |
| Heinrich Repke                | (1877–1962) | Kunstmaler                          | Künstler der Wiedenbrücker Schule                                |
| Bernhard Hoetger              | (1874–1949) | Künstler                            | lebte kurze Zeit in Wiedenbrück                                  |
| Ernst Meurin                  | (1885–1970) | Autor                               | Kreisheimatpfleger von Wiedenbrück                               |
| Wilhelm Tophinke              | (1892–1961) | Bildhauer                           | Künstler der Wiedenbrücker Schule                                |
| Hans Schmitz-Wiedenbrück      | (1907–1944) | akademischer Künstler und Maler     | Kirchen-, Bauern- und NS-Propagandkünstler, Wiedenbrücker Schule |
| Paul Libor                    | (1919–1973) | Bildhauer                           | Künstler der Wiedenbrücker Schule                                |
| Luigi Colani                  | (1928–2019) | Designer                            | lebte zeitweise in Rheda                                         |
| Rüdiger Krüger/Siegfried Carl | (* 1951)    | VHS-Leiter / Autor                  | lebte zehn Jahre und arbeitet in Rheda-Wiedenbrück               |
| Christoph Grohmann            | (1955–2023) | Konzertorganist und Hochschullehrer | lebte seit 1979 bis zu seinem Tod in Rheda                       |
| Sven-Georg Adenauer           | (* 1959)    | Politiker                           | wohnte in Rheda-Wiedenbrück                                      |
| Hans-Georg Gottfried Dittmann | (* 1979)    | Journalist                          | wuchs in Rheda-Wiedenbrück auf                                   |
| Judith Lefeber                | (* 1981)    | Sängerin                            | wuchs in Rheda-Wiedenbrück auf                                   |

### Allgemein
- Heinrich Gräfenstein: Rheda-Wiedenbrück – Die Doppelstadt. Verlag Hans Gieselmann, ISBN 3-923830-29-7, Bielefeld 1996.
- Martin Pollklas: Der Kreis Wiedenbrück 1933–1936 in den geheimen Lageberichten des Landrates. Verlag für Regionalgeschichte, 2002, ISBN 3-89534-284-X.
- Jochen Sänger: Der rote Faden – Die Geschichte der Arbeiterbewegung in Rheda-Wiedenbrück – vom Rhedaer Kreis bis zur SPD heute. 2014.
- Heinz Joachim Koch: Rheda-Wiedenbrück. Die Ems verbindet seit Jahrhunderten. Bildband A4. 160 Seiten, 344 Farbfotografien, ISBN 978-3-7357-8407-0
- Jochen Sänger: Das stählerne Band – Geschichte der Eisenbahn in und um Rheda-Wiedenbrück. 2018.
- Jochen Sänger: Das graue Band – Geschichte der Autobahn in und um Rheda-Wiedenbrück. 2020.

### Stadtteil Rheda
- Hagen P. Eyink: Schloßgarten Rheda (Westfälische Kunststätten, Heft 51), Münster 1988.
- Franz Flaskamp: Die Hausinschriften der Stadt Rheda. In: 65. Jahresbericht des Historischen Vereins für die Grafschaft Ravensberg, Jahrgang 1966/67, Bielefeld 1968, S. 65–78.
- Jürgen Kindler, Wolfgang-A. Lewe: Die Geschichte der Rhedaer Judengemeinde. In: Rhedaer Schriften, Band II, Rheda 1988.
- Ernst August Lübbermann (Hrsg.): Rheda (Zeugnisse aus alter Zeit, Band 1). Rhode Verlag, Marienfeld 1976.
- Johannes Meier: Die Herrschaft Rheda – Eine Landesaufnahme vom Ende des Alten Reiches. Verlag für Regionalgeschichte, 1999, ISBN 3-89534-288-2.
- Franz Mühlen: Schloß und Residenz Rheda (Westfälische Kunststätten, Heft 6). Westfälischer Heimatbund, 3. Auflage. Münster 1997.
- Gisela Schaub: Evangelische Stadtkirche zu Rheda – Aus der Zeit des Dreißigjährigen Krieges bis heute. In: Heimatkundliche Beiträge der Volksbank Rheda-Wiedenbrück, Heft 6. Rheda-Wiedenbrück 1998.
- Hermann Schaub: Die Herrschaft Rheda und ihre Residenzstadt. Von den Anfängen bis zum Ende des Alten Reiches. In: Veröffentlichungen aus dem Kreisarchiv Gütersloh, Band 10. Gütersloh 2006, ISBN 3-89534-610-1.
- Rheda, ein Rundgang durch die Altstadt (Redaktion E. Lewe, H. Koch, J. Kindler, W. A. Lewe/Fotografie H. Koch/Studio für visuelle Kreativität September 2007).
- Rhedaer Schriften: Bd. 1 W. Weinberg, Rhedaer Schmus (1986) Bd. 2 J. Kindler/W. A. Lewe/H. Bolweg: Die Geschichte der Rhedaer Judengemeinde. (1988) Im Heimatverein Rheda e. V.
- Jochen Ossenbrink (Hrsg.): Das Leibeigenthumbsbuch der Herrschaft Rheda von 1651/58. Konskription der Eigenbehörigen der Vogtei Rheda, Norderstedt 2022 (= Quellen und Forschungen zur Familien- und Höfegeschichte aus dem Kreis Gütersloh 2, hg. vom Kreisarchiv Gütersloh). 204 S. 8 Abb. Gebundene Ausgabe: ISBN 978-3-7562-9470-1.

### Stadtteil Wiedenbrück
- Paul Breimann: Wiedenbrück und seine Altstadt. Wiedenbrück o. J.
- Günter Brüning: Kreisheimstätte Wiedenbrück 1953–2003 – Haus und Wohnung für Jedermann. Verlag für Regionalgeschichte, 2004, ISBN 3-89534-497-4.
- Heribert Griesenbrock: Wiedenbrück – Franziskanerkloster und Marienkirche (Schnell, Kunstführer 1768). Schnell & Steiner, München/Zürich 1989, ISBN 3-7954-5479-4.
- Franz Flaskamp: Bernhard Heising. Ein deutsches Künstlerleben. Quellen und Forschungen zur Natur und Geschichte des Kreises Wiedenbrück, 2. Heft, Münster 1932
- Uwe Lobbedey: St. Aegidius zu Wiedenbrück (Westfälische Kunststätten, Heft 49). Westfälischer Heimatbund, Münster 1988.
- Annelore Michels: Wiedenbrück – Bilder erzählen von der Vergangenheit. Geiger-Verlag, 1997, ISBN 3-89570-362-1.
- Georg Wagner: Dorfschullehrer von damals – Der Volks- und Rektoratschullehrer Hermann Wagner (1878–1920) aus Wiedenbrück und seine Familie. Waxmann, 1990, ISBN 3-89325-969-4.
- Wiedenbrück ein Rundgang durch die Altstadt (Redaktion E. Lewe, H. Koch, J. Kindler, W.A. Lewe / Fotografie H. Koch / Studio für visuelle Kreativität September 2007).
- Hermann Schaub: Als Wiedenbrück evangelisch war. Fachwerkfassaden erhellen die Wiedenbrücker Reformationsgeschichte. Rheda-Wiedenbrück 2006.
- Josef Temme: Lebensbilder Wiedenbrücker Häuser Band 1–5, Verlag für Regionalgeschichte, Bielefeld 2009, ISBN 978-3-89534-766-5.
- Christian Loefke (Hrsg.): Die Konskription der Eigenbehörigen der Stadt Wiedenbrück 1602 bis 1734, Norderstedt 2022 (= Quellen und Forschungen zur Familien- und Höfegeschichte aus dem Kreis Gütersloh 1, hg. vom Kreisarchiv Gütersloh). 144 S. 4 Abb. Gebundene Ausgabe: ISBN 978-3-7543-2900-9, E-Book: ISBN 978-3-7562-9978-2.